# Église Saint-Gervais de Pontpoint
L'église Saint-Gervais est une église catholique située à Pontpoint, en France. Sa partie la plus ancienne, le clocher roman, remonte au dernier quart du XIe siècle. La nef et ses bas-côtés sont remplacés une première fois pendant le second quart du XIIe siècle. Puis à partir de 1170 environ, commence la transformation gothique de l'église avec la construction d'un nouveau transept et d'un nouveau chœur, qui représente un spécimen précoce du chevet à pans coupés, même si la forme en hémicycle ressort de l'extérieur. La nef est reprise en sous-œuvre peu de temps après, en remplaçant les grandes arcades romanes par des arcades gothiques retombant sur les chapiteaux de piliers cylindriques isolés. Alors que le transept et le chœur sont voûtés d'ogives dès l'origine, la nef et les bas-côtés restent simplement charpentés. Au début du XIVe siècle toutefois, la partie postérieure du bas-côté sud est remplacé par une nouvelle chapelle de quatre travées, et au XVIe siècle, une opération similaire est menée au nord, avec l'adjonction d'une chapelle de deux travées dans le style gothique flamboyant. L'édifice en tient un plan dissymétrique, qui n'enlève toutefois rien à la qualité de son architecture. Elle se constate surtout à l'intérieur, alors que l'extérieur, bien proportionné, reste très sobre à l'exception du clocher. L'église Saint-Gervais a été classée monument historique par arrêté du 26 septembre 1902. Elle est aujourd'hui rattaché à la paroisse Sainte-Maxence de Pont-Sainte-Maxence et les messes dominicales anticipées sont célébrées le premier, le troisième et le cinquième dimanche du mois à 18h30 de septembre à juin.

## Localisation
L'église est située dans le département français de l'Oise, sur la commune de Pontpoint, à peu de distance à l'ouest de la mairie et en périphérie du village, rue de la Longue-Haie. Cette voie communale descend depuis le versant nord de la forêt d'Halatte.

## Historique

### Le contexte local

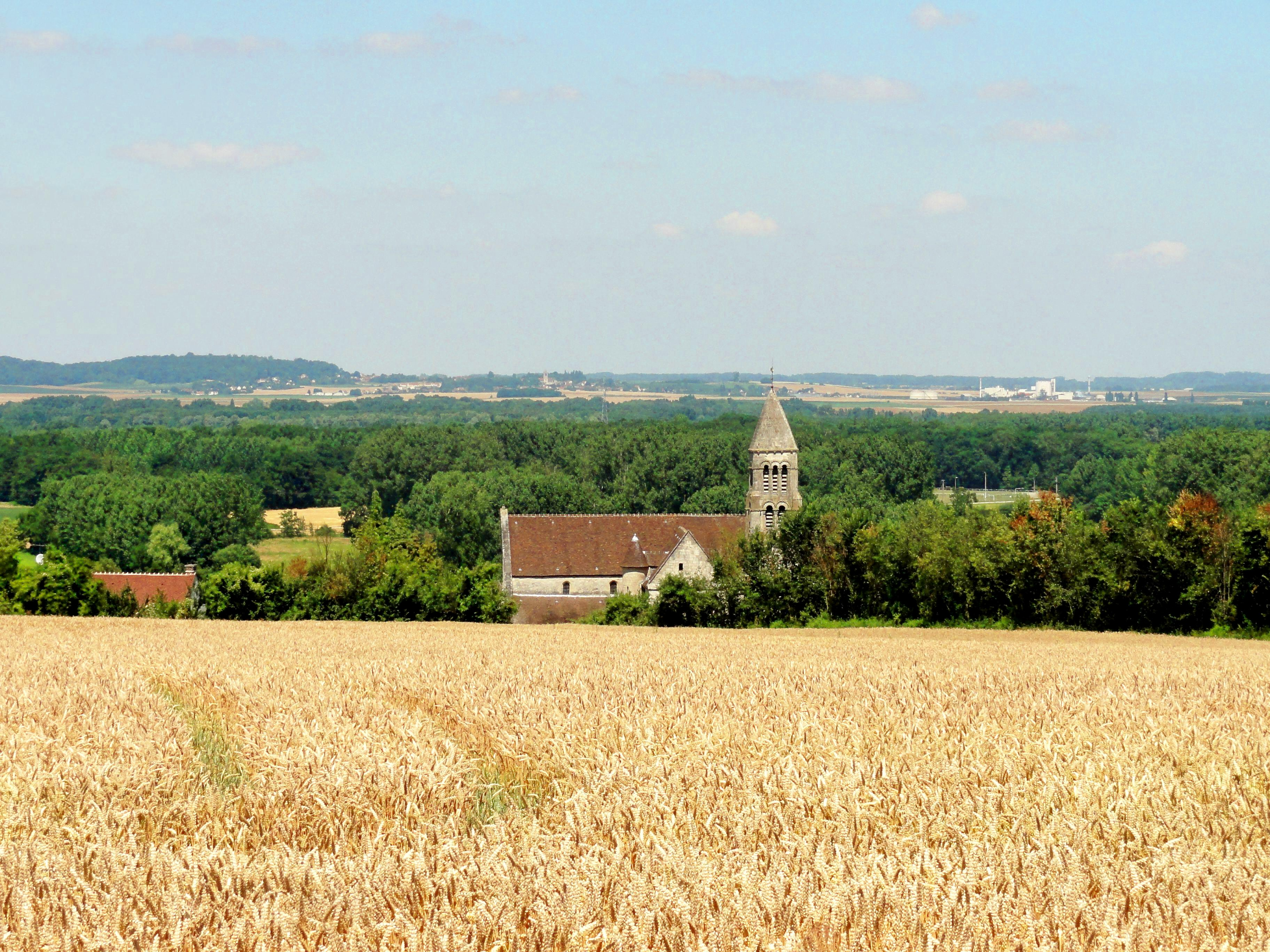
Situation de l'église en marge du village.

Saint-Gervais était l'une des deux paroisses situées sur l'actuelle commune de Pontpoint qui a été constituée après la Révolution française, et également le nom de l'un des cinq villages et hameaux dont se compose la commune. La seconde paroisse était Saint-Pierre, dont l'église ne subsiste qu'en tant que ruine. Les hameaux étaient Le Moncel, autour de l'abbaye Saint-Jean-Baptiste du Moncel ; Saint-Paterne à mi-chemin entre Le Moncel et Saint-Gervais, avec son prieuré Saint-Nicolas et une église prieurale démolie en 1808 ; et Moru à mi-chemin entre Saint-Pierre et Rhuis, au nord de Roberval. Moru reste toujours un hameau isolé de l'actuel village de Pontpoint, dont le nom revient d'une prévôté royale ; aucune localité de ce nom n'a existé dans l'histoire, mais une commune de Pontpoint avait déjà existé jusqu'à sa vente à l'abbaye du Moncel par ses habitants en 1364. Il est à remarquer que Le Moncel et Saint-Paterne dépendaient de la paroisse Sainte-Maxence de Pont-Sainte-Maxence, et Moru de la paroisse Saint-Remy de Roberval.

### Les origines

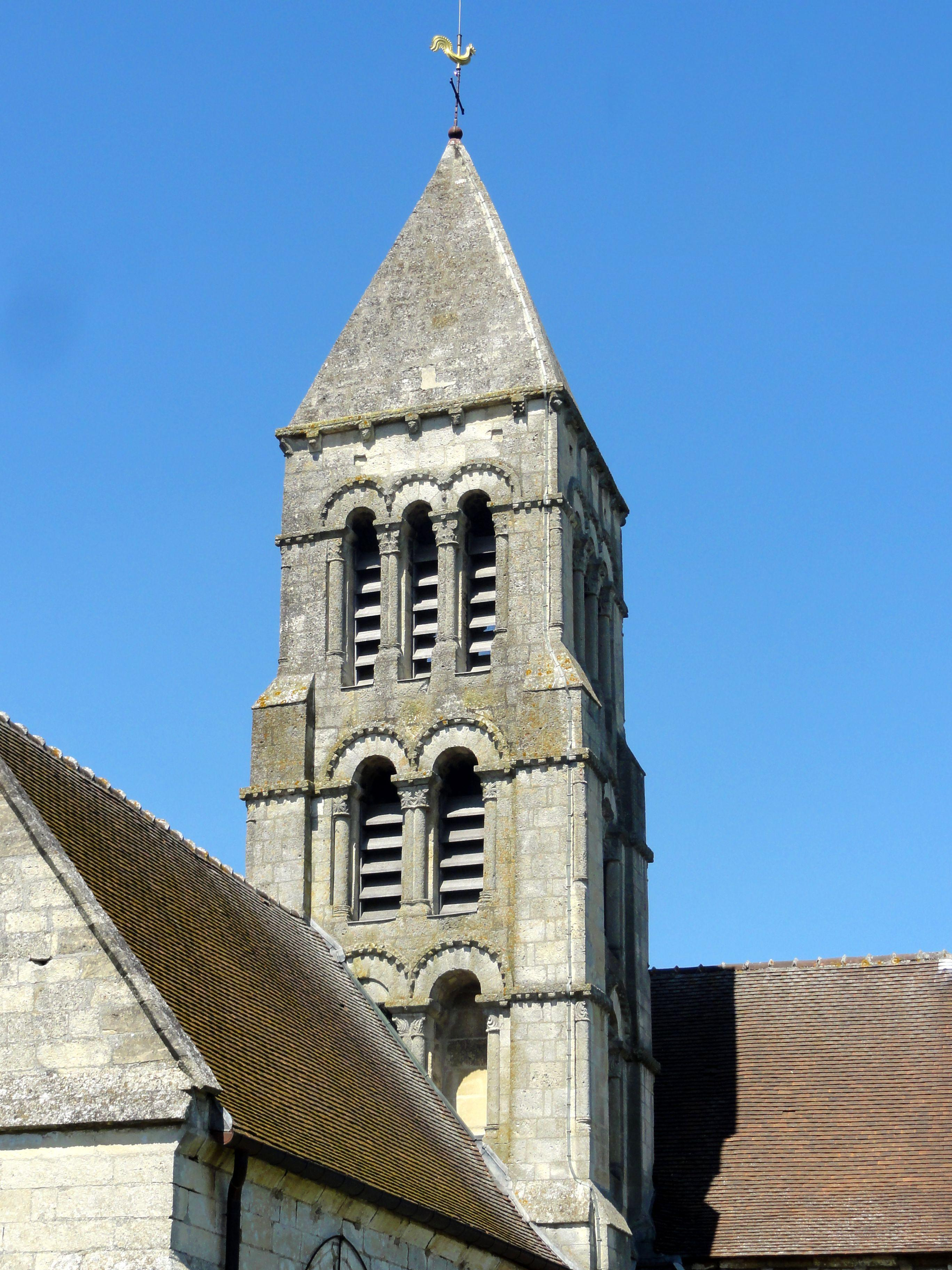
Clocher de 1070 / 1080.

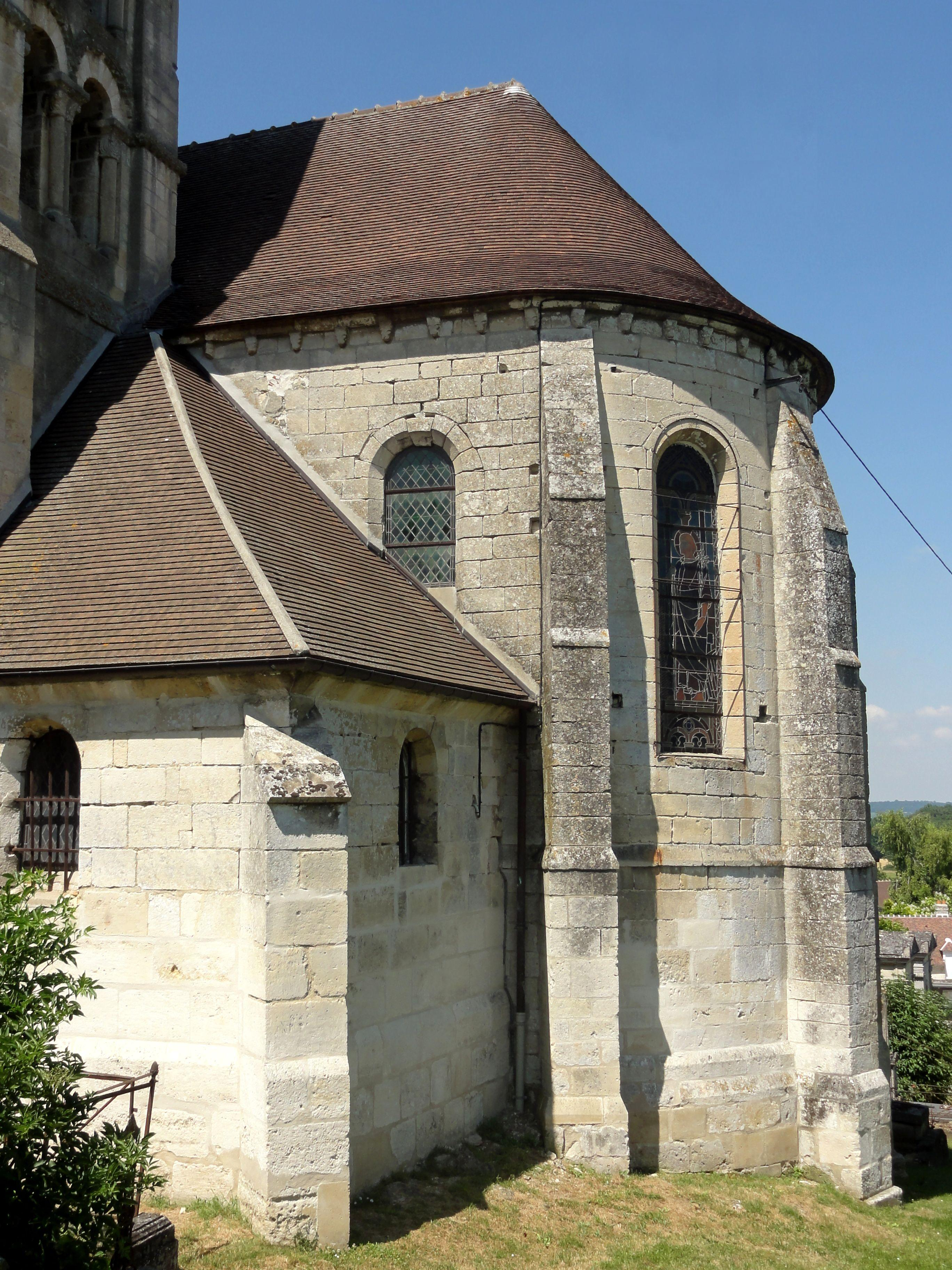
Chœur de 1160 / 1170.

L'on peut noter un essor économique du territoire de Pontpoint pendant le dernier tiers du XIe siècle, qui se manifeste à travers l'édification de trois édifices religieux dans un bref délai : l'église Saint-Gervais vers 1070 / 1080, l'église Saint-Pierre vers 1085 / 1090 et la chapelle seigneuriale de Rouffiac sur la paroisse de Saint-Pierre vers 1100. La chapelle de Saint-Paterne suit peu de temps après, puis le XIIIe siècle voit la construction du manoir royal dit de Fécamp, et le XIVe siècle donne naissance au manoir de Saint-Symphorien (dit également de Saint-Paterne) et, surtout, à l'abbaye du Moncel. Entre-temps, les deux églises paroissiales sont agrandies pour faire face à la progression démographique. L'église Saint-Gervais a toujours été située dans le diocèse de Beauvais, alors que les églises de villages voisins entrent dans les anciens diocèses de Senlis et Soissons. L'église est usurpée par le seigneur de Pont-Sainte-Maxence, Eudes Percebot, mais sa femme la restitue à l'évêque de Beauvais, Pierre de Dammartin (évêque de 1114 à 1133). Ce dernier donne le bénéfice de la cure à l'abbaye bénédictine Saint-Symphorien de Beauvais, qui depuis nomme à la cure sous tout l'Ancien Régime. Aucun document attestant les étapes de construction de l'église n'est connu, ce qui est le cas de la plupart des églises paroissiales de la région.

### Les campagnes de construction
La première église Saint-Gervais ressemble largement à l'actuelle église Saint-Gervais-Saint-Protais de Rhuis, qui a connu moins de remaniements. Elle se compose d'une nef non voûtée accompagnée de deux bas-côtés, ainsi que d'un chœur comportant une travée droite voûtée en berceau et une abside en hémicycle voûtée en cul-de-four. Le clocher se dresse au-dessus de la dernière travée du bas-côté sud, qui peut être interprétée comme croisillon sud du transept ; dans ce cas, la travée droite du chœur représente la croisée du transept. Seul le clocher subsiste de cette première église. Il a peut-être eu un homologue au nord, ce qui n'est plus possible à prouver. Contrairement à d'autres clochers romans de plusieurs étages, il n'a pas été rehaussé après coup. Ses trois étages datent donc d'origine. Dominique Vermand souligne la qualité exceptionnelle de ce clocher, tant sur le plan esthétique que sur le plan de la solidité. Il est semblable à la tour de chœur nord de l'abbatiale de Morienval. Aucune autre église de l'Oise ne possède de clochers à trois étages datant du XIe siècle, mais plusieurs clochers à deux étages appartiennent à la même famille : ceux de Saint-Pierre de Pontpoint et Saint-Aignan de Senlis, tous les deux mutilés ; ceux de Rhuis et de Saint-Pierre de Senlis ; ainsi que celui de Noël-Saint-Martin, qui ne garde que le premier étage de baies. Cette famille de clochers romans de l'Oise montre par ailleurs un lien de parenté avec les clochers lombards, appartenant au premier art roman méridional.

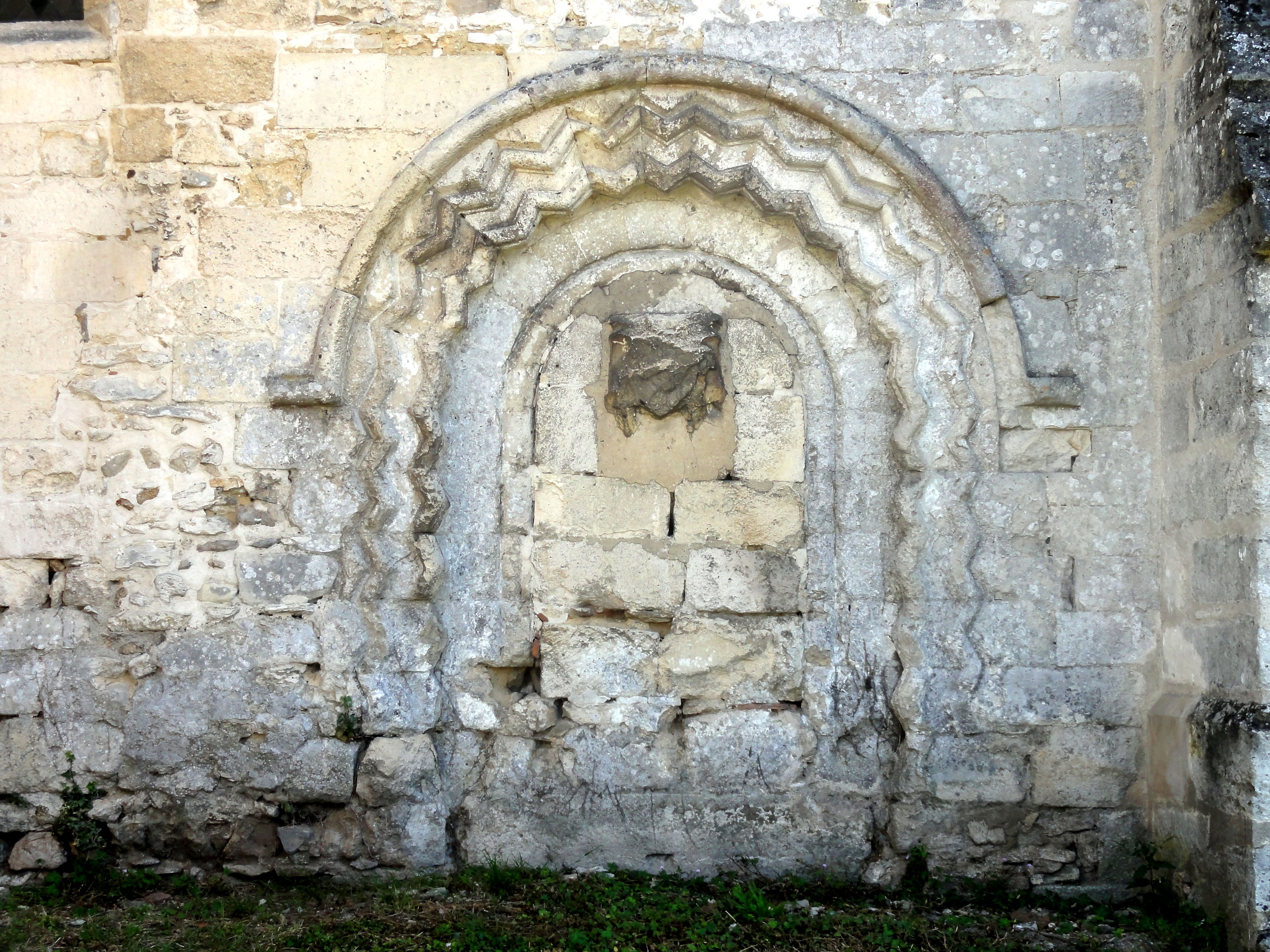
Ancien portail nord de 1130 / 1140.

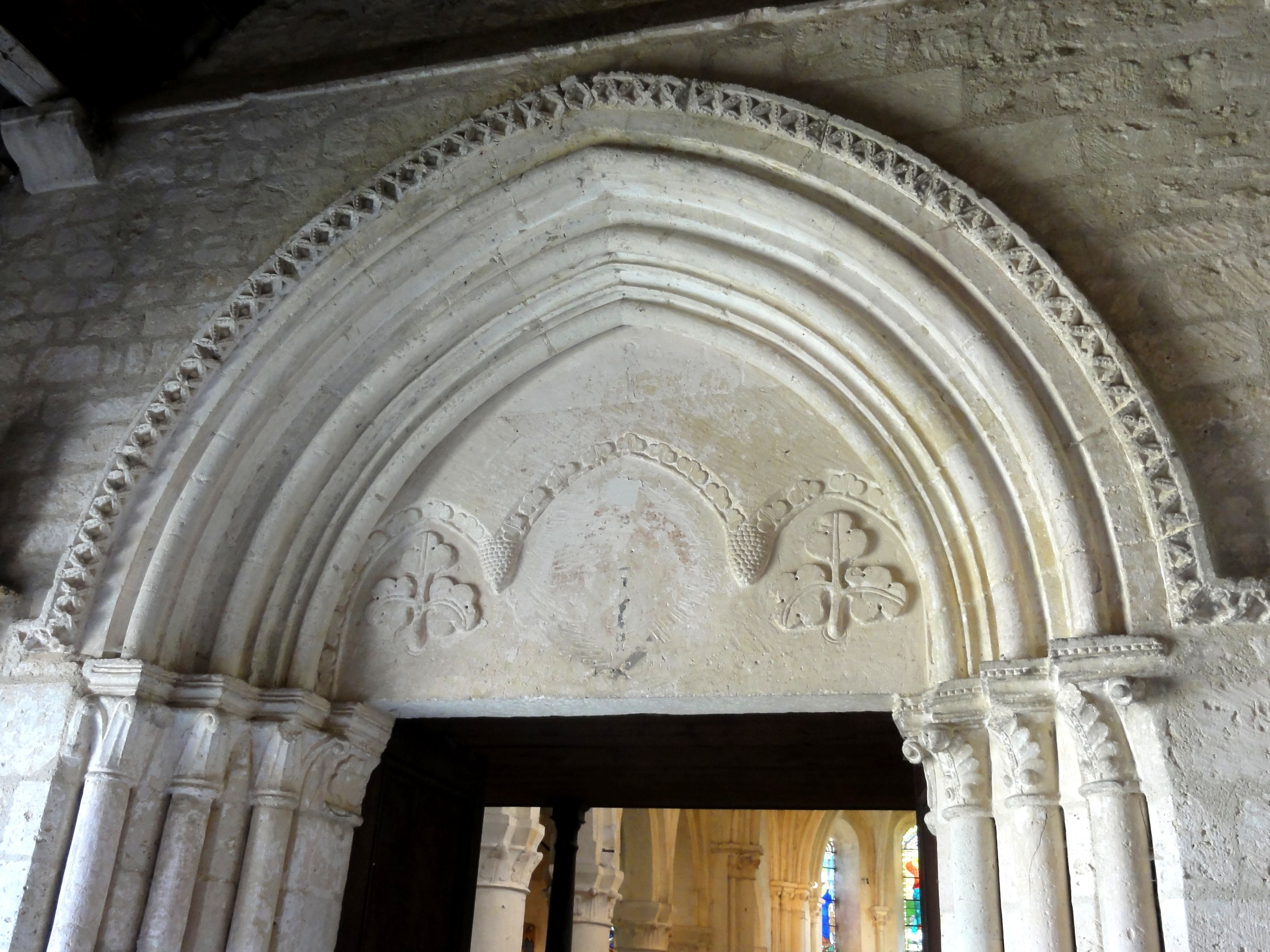
Portail occidental de 1180 environ.

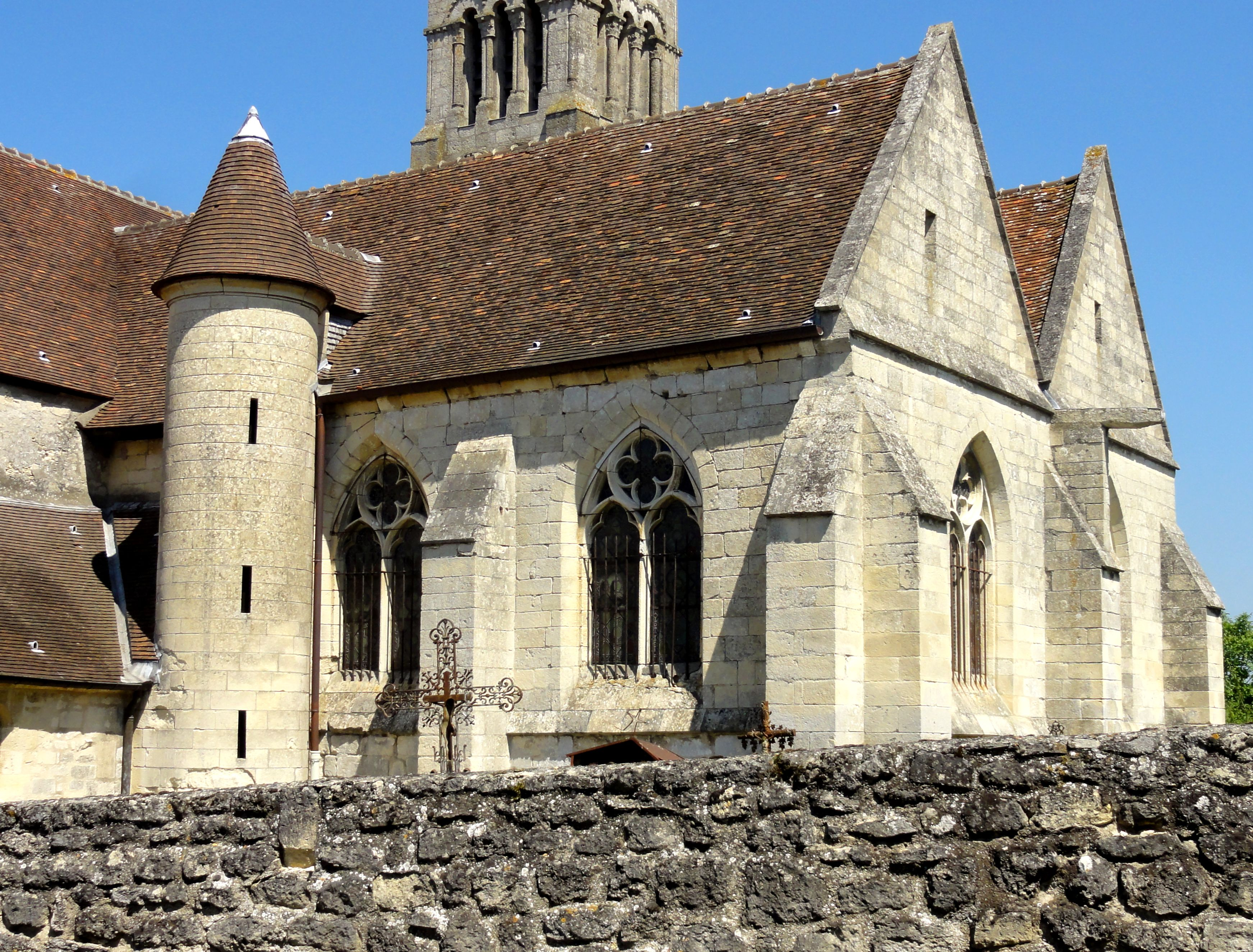
Chapelle sud du début du XIVe siècle.

Vers 1130 / 1140, la nef primitive est renversée et remplacée par la nef et ses bas-côtés actuels, dont les grandes arcades sont toutefois reprises en sous-œuvre moins de cinquante ans plus tard. La façade occidentale et le mur extérieur du bas-côté sud sont également remaniées ultérieurement, de sorte que les seuls éléments visibles du second quart du XIIe siècle sont le mur extérieur du bas-côté nord, avec un portail bouché décoré de bâtons brisés, et les murs hauts de la nef avec leurs fenêtres. Tandis que le style roman s'applique encore à la nouvelle nef, le chœur et la croisée du transept sont rebâtis vers 1160 / 1170 environ dans le nouveau style gothique primitif. D'habitude le chœur en tant qu'espace liturgique et sanctuaire bénéficie de la priorité lors de la reconstruction d'une église. Si telle n'a pas été le cas à Saint-Gervais, la nef primitive a dû s'avérer particulièrement insuffisante, ou le chœur primitif devait être particulièrement bien construit à l'instar du clocher. En tout cas, le remaniement de la nef encore toute récente vers 1180 environ semble motivé par des considérations purement esthétiques : le style roman n'est plus au goût du jour. Ayant bénéficié d'une charte communale en 1153, Pontpoint souhaite que ses églises soit à la hauteur des ambitions et besoins de représentation de la ville. Concrètement, les grandes arcades d'origine sont remplacées par des arcades brisées retombant sur les chapiteaux de piliers cylindriques isolés, tout en conservant les murs hauts et l'ancienne charpente pour des raisons d'économie. Les piliers sont alignés en dessous des anciennes fenêtres hautes. Une nouvelle façade occidentale et un nouveau portail sont créés pendant la même campagne de construction. Après cette quatrième campagne de construction, l'église reste inchangée pendant un siècle et quart environ,.
La grande chapelle du sud est ajoutée au début du XIVe siècle, et la cinquième et sixième travée du bas-côté sud entre la nef et la chapelle sont voûtées à la même occasion. Ses travaux font preuve d'une recherche stylistique certaine et visent à créer un vaste espace unique, comme dans les chœurs-halles de la vallée de l'Oise et ses environs. En effet, les deux minces piliers centraux sur lesquels s'appuient les six voûtes d'ogives évitent l'encombrement par des faisceaux de multiples colonnettes et optimisent la continuité visuelle. En comparaison, la chapelle de deux travées qui est élevée au nord au XVIe siècle est d'une facture beaucoup plus simple. Elle est de style gothique flamboyant, mais la décoration réduite et fait appel à des solutions sans originalité, si bien qu'une datation aussi exacte que pour les parties plus anciennes n'est pas possible. Il est à noter que la chapelle du nord se substitue à la dernière travée du bas-côté nord et à l'ancien croisillon nord, ce qui explique (avec le remplacement de la travée droite du chœur déjà mentionné) l'absence d'indices pour l'existence d'un second clocher roman au nord. Au XVIIe siècle, une sacristie est ajoutée dans l'angle entre clocher et chœur. À la même époque ou au siècle suivant, le mur extérieur du bas-côté sud est refait et un grand porche est bâti devant le portail occidental. L'emploi du plein cintre étant l'unique caractéristique marqué, une datation demeure impossible.
L'église Saint-Gervais est classée monument historique par arrêté du 26 septembre 1902. Aujourd'hui, Pontpoint n'a plus de curé en titre, et est affiliée à la paroisse Sainte-Maxence de Pont-Sainte-Maxence. Des messes dominicales anticipées sont célébrées le premier, le troisième et le cinquième samedi du mois à 18h30 de septembre à juin

## Description

### Aperçu général

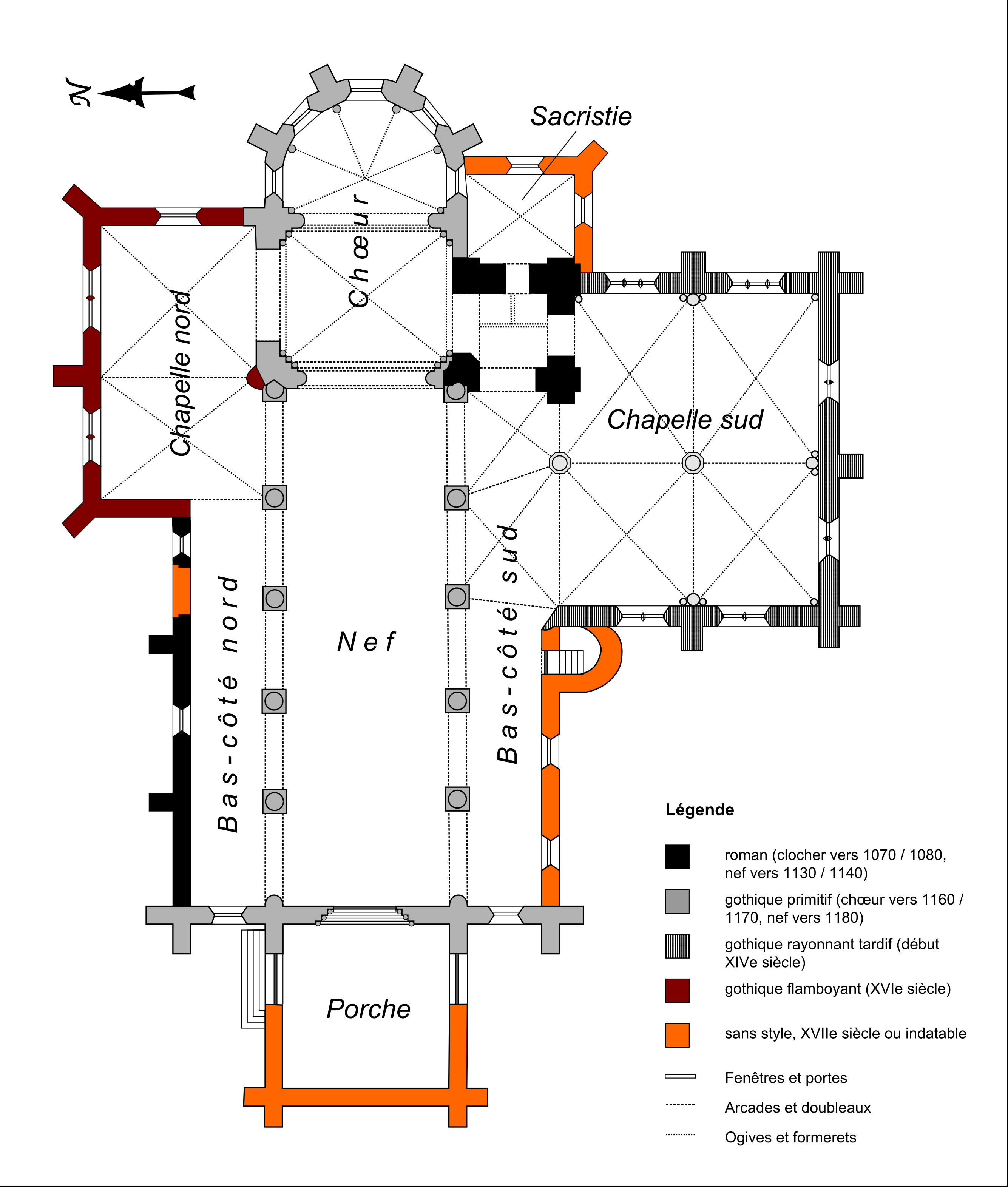
Plan de l'église.

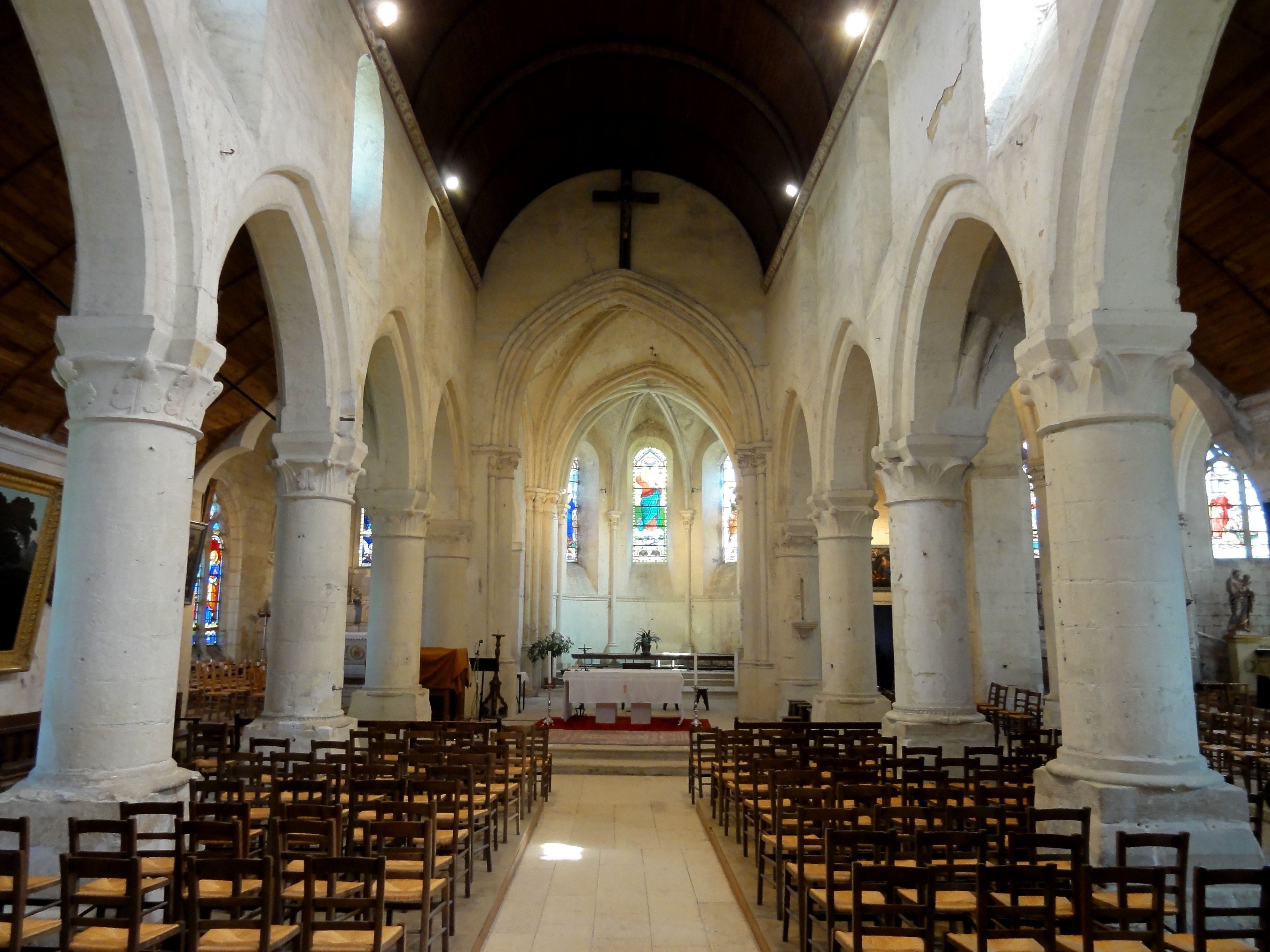
Vue générale intérieure.

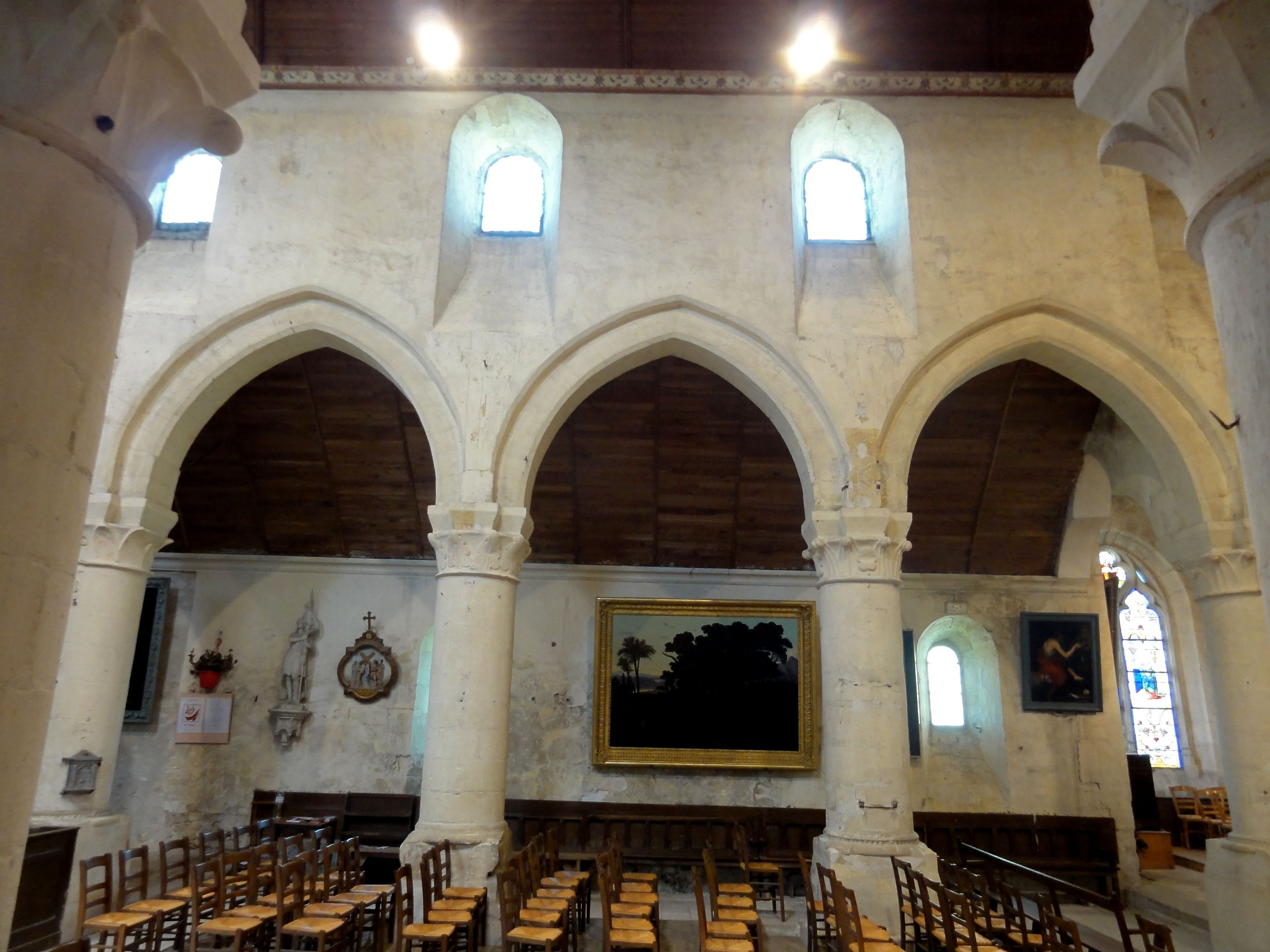
Grandes arcades du nord.

Régulièrement orientée, l'édifice de plan cruciforme se compose d'une nef de six travées, accompagnée d'étroites bas-côtés ; d'une chapelle au sud et d'une autre au nord ; d'un chœur composé d'une travée droite et d'une abside en hémicycle à l'extérieur et à pans coupés à l'intérieur ; d'un clocher se dressant au-dessus de l'ancien croisillon sud, dans le prolongement du bas-côté sud ; et d'un grand porche devant la façade occidentale, où se situe l'unique portail. Les chapelles du nord et du sud ne sont pas identiques, ce qui confère à l'église un plan irrégulier. Celle du sud se compose de deux fois deux travées et se situe devant la cinquième et la sixième travée du bas-côté sud, qui subsistent dans leur intégralité, et la base du clocher : les travées de la chapelle sont donc plus profondes que celles des bas-côtés. La chapelle du nord ne comporte que deux travées et se substitue à la sixième travée du bas-côté nord et au croisillon nord. Seul le chœur, les chapelles, les travées du bas-côté sud devant la chapelle sud et la base du clocher sont voûtés. La nef est recouverte d'une voûte en berceau de bois, et les bas-côtés possèdent de simples plafonds lambrissés.

### Intérieur

#### Nef et bas-côtés
À l'intérieur, la nef communique avec les bas-côtés par cinq grandes arcades en tiers-point de chaque côté. Elle se composent de deux rangs de claveaux aux angles chanfreinés et retombent sur les tailloirs de gros chapiteaux, y compris au début et à la fin des arcades. Les chapiteaux sont pour la plupart garnis de crochets, ou dans deux cas, de longues feuilles dentelées, ou dans deux autres cas, d'une combinaison des deux motifs. La qualité de la sculpture n'atteint pas le même niveau pour tous les chapiteaux et manque un peu de vigueur, et le décor de deux chapiteaux est seulement ébauché. Les tailloirs affectent un plan cruciforme qui ne se rencontre nulle part ailleurs dans la région. Ils forment deux ressauts qui ressemblent au double rouleau des grandes arcades. Les colonnes isolées des grandes arcades possèdent des bases carrées flanquées de larges griffes. Ils présentent un petit tore inférieur très aplati surmonté d'un rang de perles et d'une baguette. Comme particularité, les baies en plein cintre de la nef sont alignées au-dessus des colonnes et non au sommet des grandes arcades, disposition qui se rencontre dans une douzaine de nefs du Valois conçues pour ne pas être voûtées et  édifiées pendant le second quart du XIIe siècle (dont les plus proches sont Béthancourt-en-Valois, Champlieu (commune d'Orrouy), Gilocourt, Glaignes et Orrouy. Cette solution permet de percer des fenêtres hautes malgré une faible hauteur des murs au-dessus des grandes arcades. Dominique Vermand pense que les fenêtres étaient initialement alignées sur les grandes arcades romanes, qui devaient donc être au nombre de quatre, en plein cintre ou déjà brisées, comme à Villers-Saint-Paul. Les colonnes actuelles et leurs chapiteaux ont été assemblés avant la démolition des anciennes arcades, puis des étais ont été mis en place et les anciens piliers démolis successivement.
Les baies sont à double ébrasement et quoique petites, leurs dimensions représentent le maximum atteint pour les fenêtres latérales à la fin de la période romane. Elles sont particulièrement proches des grandes arcades, et le rehaussement des toits en appentis des bas-côtés (qui initialement devaient être très faiblement inclinés) a conduit à l'obturation de la partie inférieure des fenêtres. Presque toutes les églises romanes pourvues de bas-côtés ont connu le même développement. La troisième et la quatrième fenêtre au sud et la quatrième fenêtre au nord sont complètement obturées depuis la construction des chapelles, mais leurs ébrasements subsistent toujours à l'intérieur. Grâce aux cinq fenêtres hautes subsistantes, grâce au triplet de la façade occidentale et grâce au teint clair des murs, la nef est relativement lumineuse malgré une surface vitrée très restreinte. Le lambris du plafond qui épouse la forme d'une voûte en berceau n'est pas plâtré et d'un bel effet, qui est renforcé par des frises peintes. Les plafonds des bas-côtés reprennent la même inclinaison que les toits et sont recouverts d'un lambris identique. Devant la chapelle du sud, le bas-côté a toutefois été voûté d'ogives, et son prolongement sous le clocher est voûtée en berceau. Entre la partie plafonnée et la partie voûtée du bas-côté, une curieuse arcade trilobée a été ménagée. Dans l'extrémité nord-est de la partie plafonné, l'on note par ailleurs le départ d'une ogive, qui témoigne depuis sept cents ans du projet non réalisé de voûter l'ensemble du bas-côté. — Chaque bas-côté ne possède que deux fenêtres latérales, ainsi qu'une fenêtre plus grande dans le mur occidental. L'ancien portail du bas-côté nord n'est plus visible à l'intérieur. Son seuil se situait plus bas que celui du portail occidental gothique, bien que les bases des colonnes actuelles ne sont pas enterrées, ce qui constitue l'une des preuves de la reprise en sous-œuvre des années 1130 / 1140. L'autre indice principal est l'incompatibilité du style des grandes arcades avec celui du mur du bas-côté nord,.

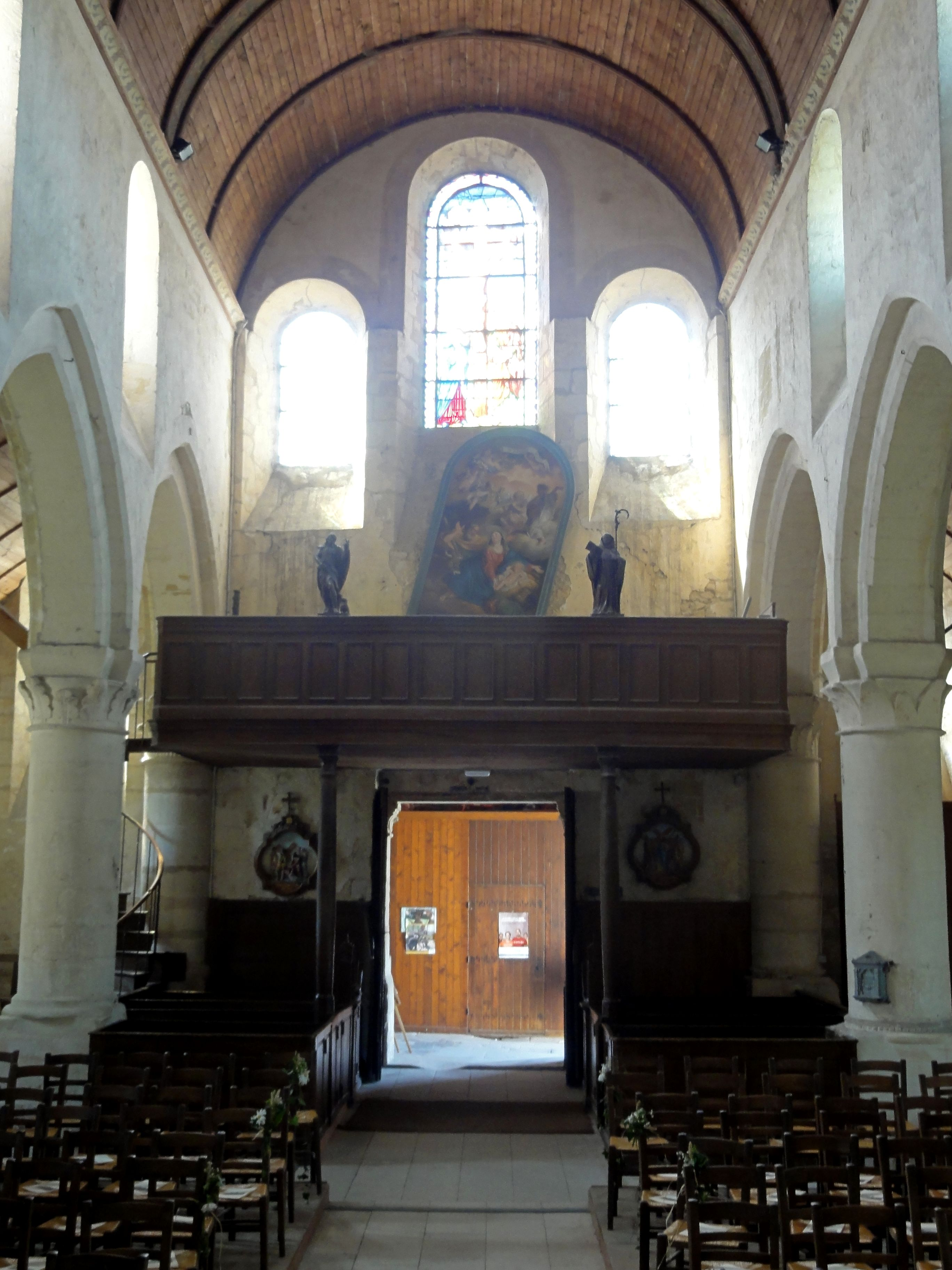
Nef, extrémité occidentale.
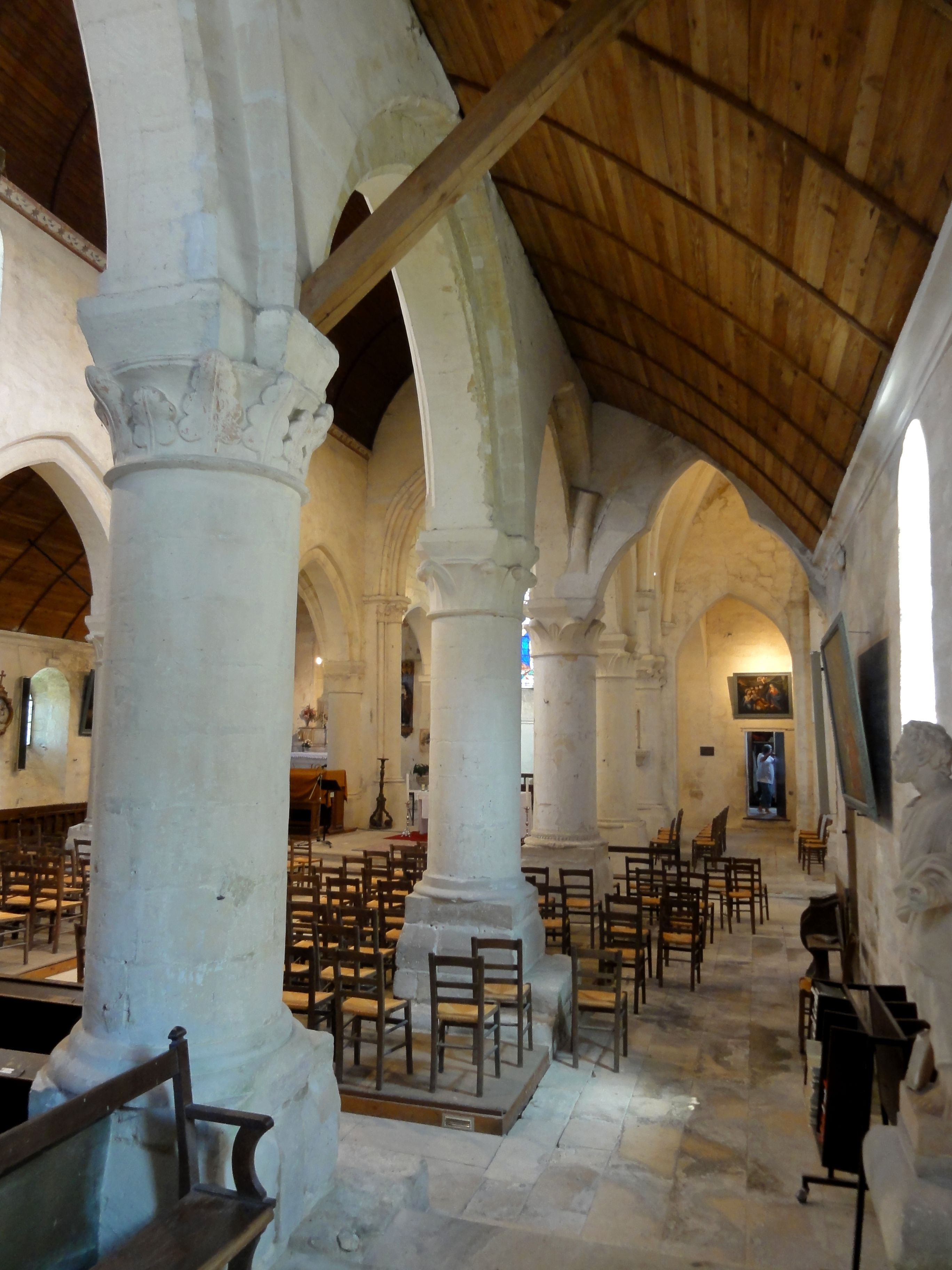
Bas-côté sud, vue vers l'est.
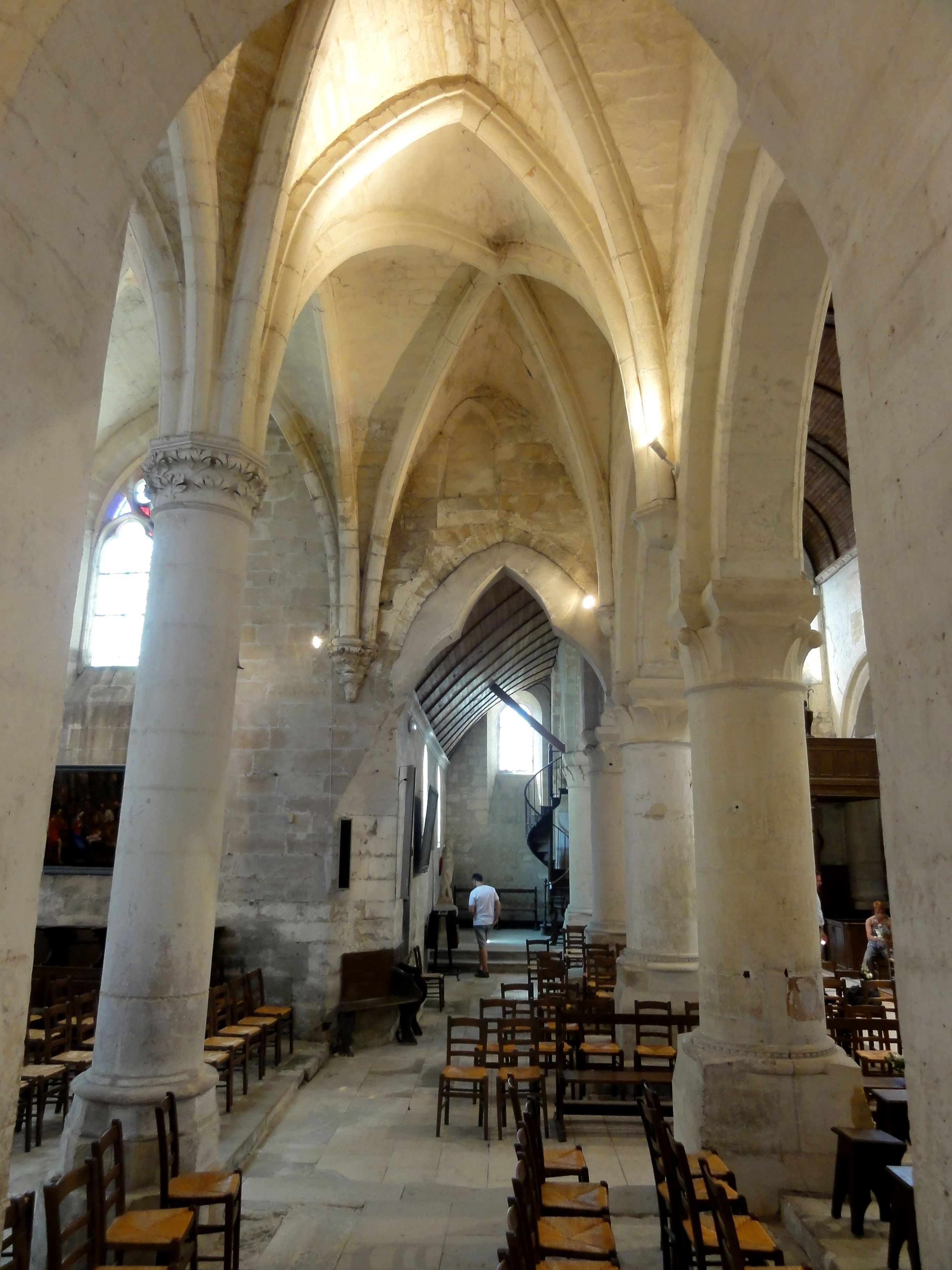
Partie voûtée du bas-côté.
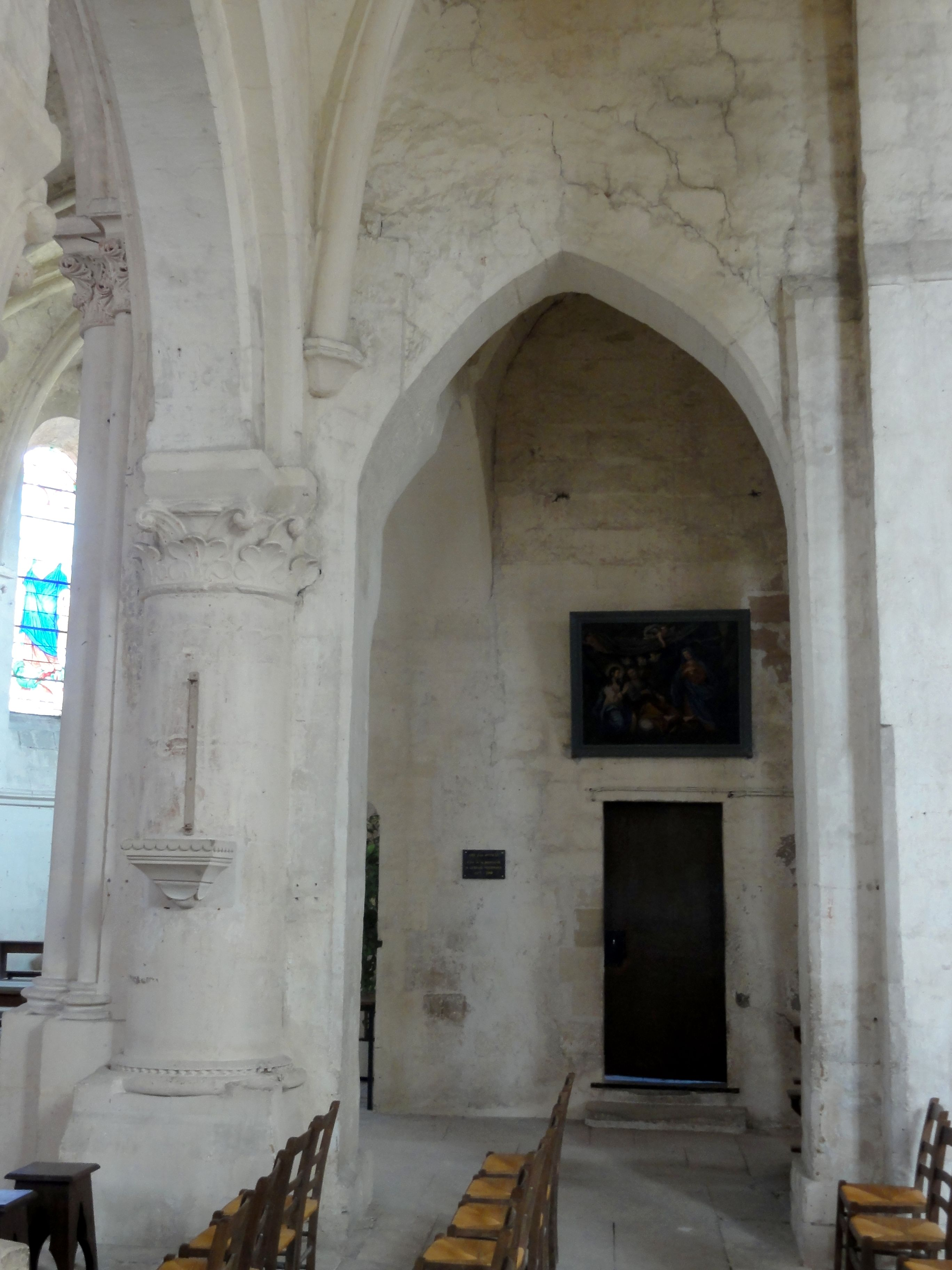
Vue vers la base du clocher.
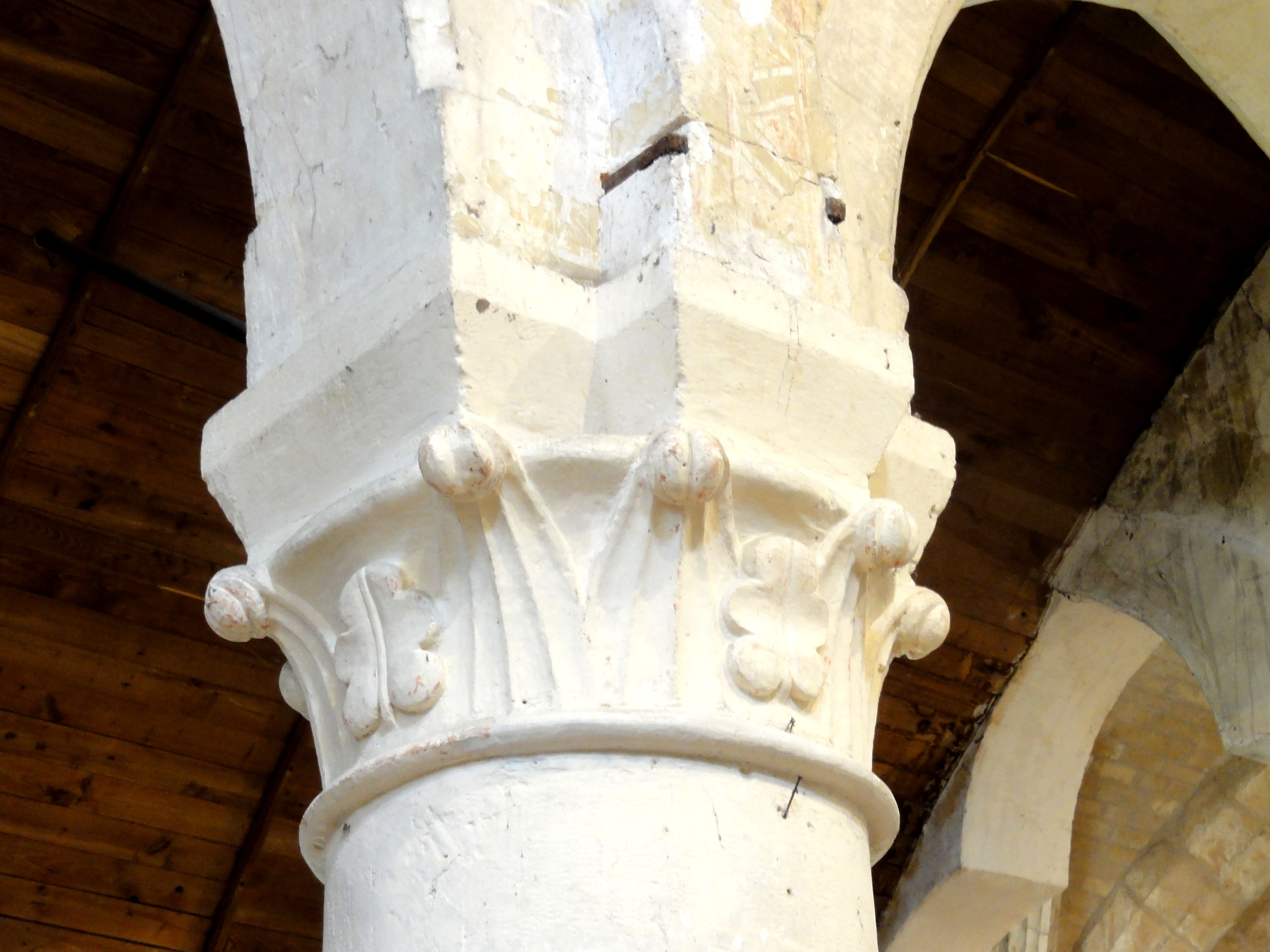
Chapiteau du 3e pilier du nord.
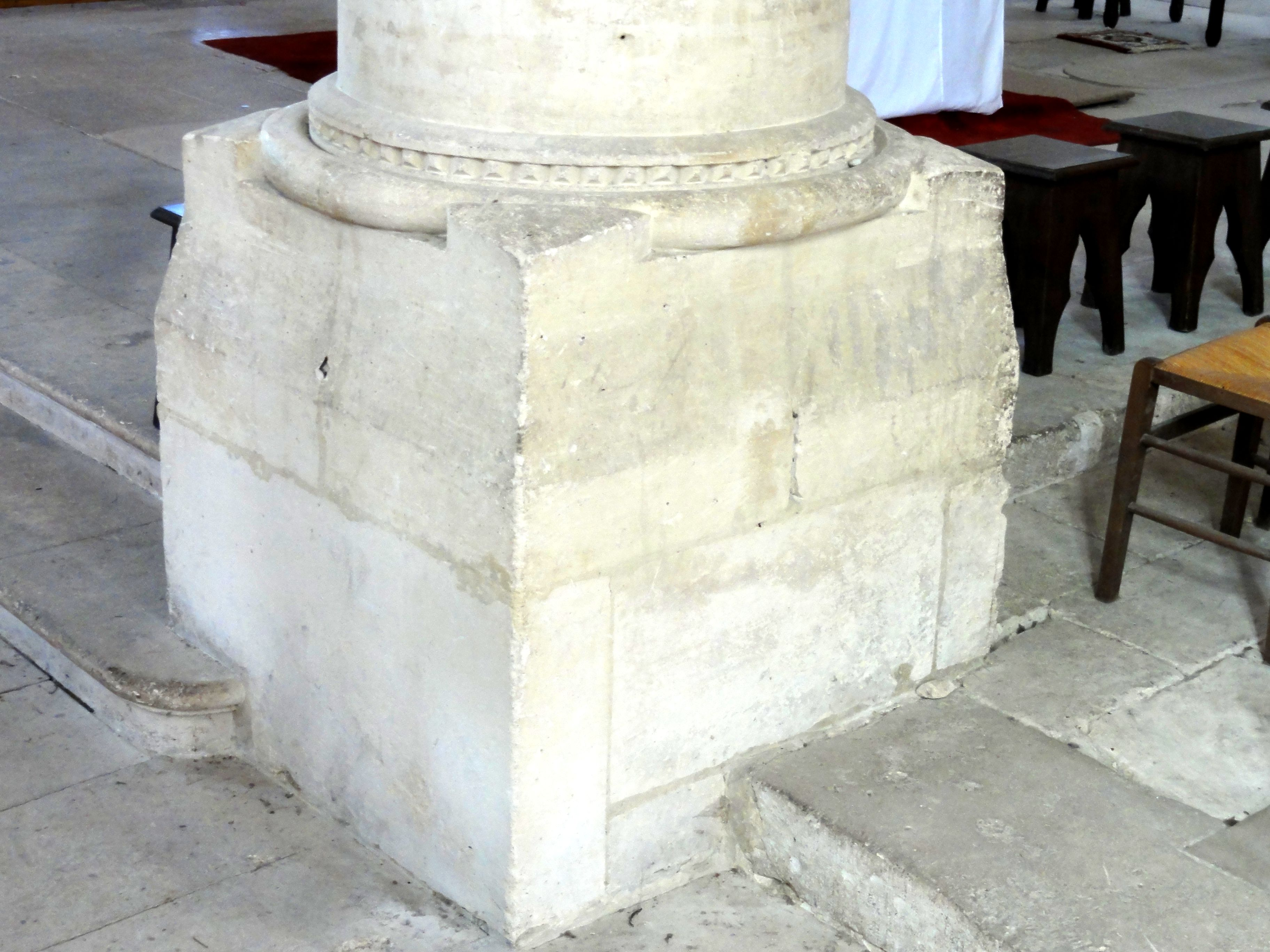
Base de colonne.

#### Chœur

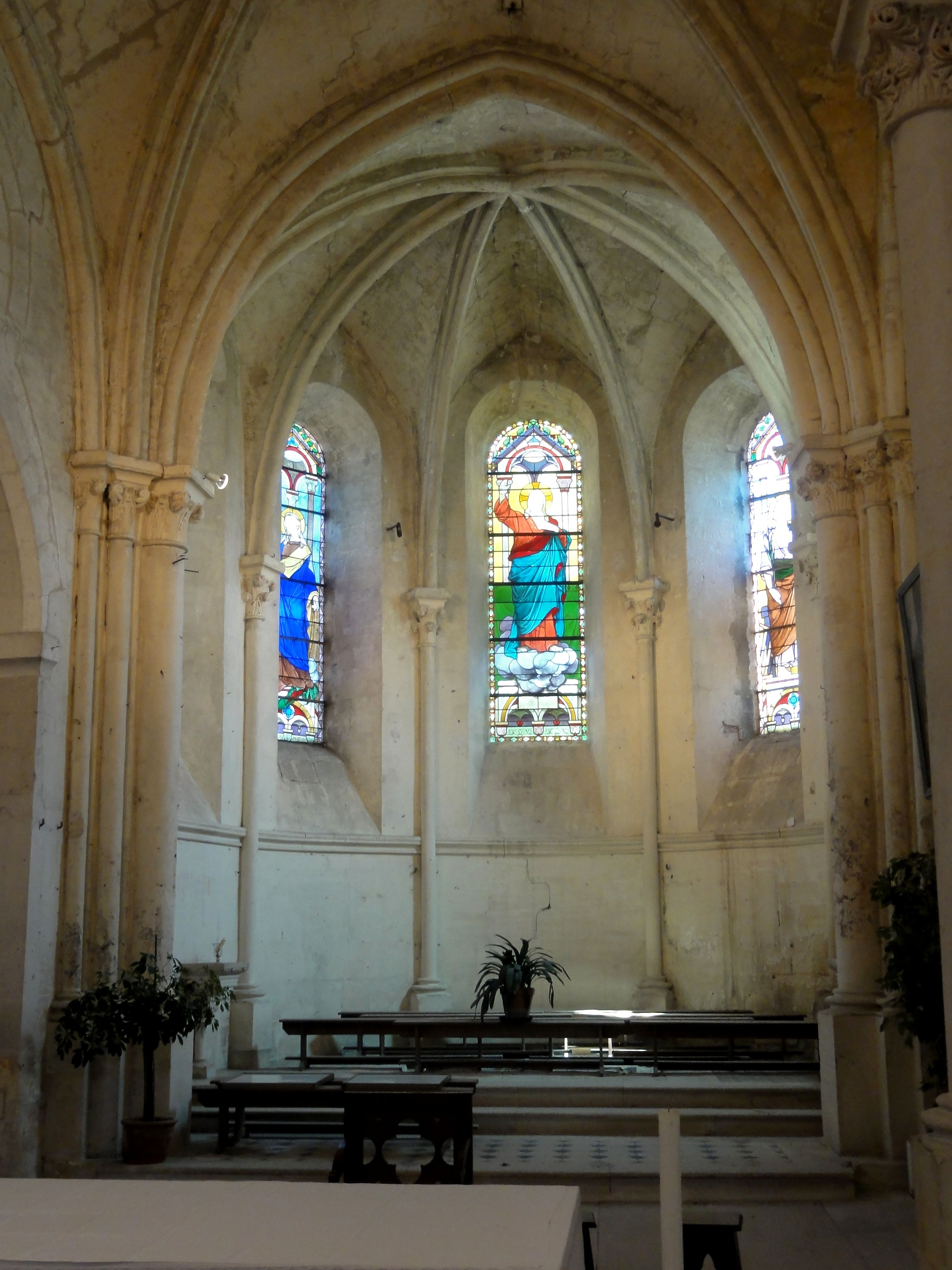
Abside.

Le chœur se compose de deux travées, à savoir une travée droite qui remplace l'ancienne croisée du transept, et l'abside dont les pans coupés sont peu marqués, et qui affectent à l'extérieur un chevet en hémicycle. Le seul élément roman que conserve le chœur est le mur de la base du clocher, et le voûtement d'ogives ainsi que la sculpture des chapiteaux reflète un style déjà clairement gothique. Cette impression est en même temps contrée par les fenêtres en plein cintre de l'abside. Les deux travées du chœur sont stylistiquement homogènes, mais affichent toutefois de légères différences : l'abside est dépourvue de formerets, et l'arc triomphal et le doubleau séparant les deux travées du chœur ne sont pas composées de la même façon.
La travée droite est dépourvue de fenêtres, mais un oculus existait au nord avant l'adjonction de la chapelle. La communication avec la nef est établie par un arc en tiers-point dont le profil est d'un gros tore, accompagnée de deux tores côté nef et d'un autre tore côté est. Le gros tore et ses deux tores limitrophes retombent sur les chapiteaux de deux colonnes, accompagnée de deux colonnettes : celles côté est sont sans fonction. Elles entrent dans la composition de faisceaux de trois colonnettes, dont deux, au tailloir placé en biais, reçoivent les ogives de la voûte, et deux autres les formerets le long des murs nord et sud. Les chapiteaux sont ornés de feuilles d'acanthe et sans originalité, mais d'une belle facture et soigneusement exécutés. Les bases ont été refaites à l'époque moderne et ne respectent pas l'architecture d'origine ; selon Eugène Lefèvre-Pontalis, leur profil est aussi bizarre que disgracieux. Quant à la voûte, elle est soutenue par une croisée d'ogives au profil de trois tores. Pour revenir au doubleau vers l'abside, il est identique à l'arc triomphal côté est, et le maître d'œuvre a renoncé aux deux colonnettes accompagnant les colonnes qui le supportent, et dont les homologues à l'est de l'arc triomphal restent sans fonction. Pas grande chose n'est à dire sur les arcades vers la base du clocher et vers la chapelle nord : elles sont brisées et non décorées, les arêtes étant simplement chanfreinés. L'arcade vers la base du clocher n'occupe que la moitié de la largeur du mur. Celle vers la chapelle est plus largement ouverte et possède deux impostes.
L'abside est elle aussi voûtée d'ogives. Elle présente six nervures amincies convergeant vers un point central, sans clé de voûte apparente. Chaque ogive retombe sur le petit chapiteau unique d'une mince colonnette, au même diamètre que celui des ogives. Chapiteaux, tailloirs et bases répondent au même modèle que dans le carré du transept. Cinq baies plein cintre laissent entrer le jour. Elles sont dépourvues de toute ornementation et ne possèdent pas de remplage, qui n'existe pas encore au XIIe siècle. La fenêtre du sud est partiellement obturée par le toit de la sacristie. Abstraction faite de différences sur le plan des profils des nervures et des chapiteaux, l'abside de Saint-Gervais se rapproche de celles des églises de Fosses, d'Orry-la-Ville, de Saint-Vaast-de-Longmont et de Vaumoise. — À la suite de la réforme liturgique résultant du concile Vatican II, l'ancien maître-autel a été supprimé, et il n'y a pas non plus de retable : ainsi, l'abside ne contient plus aucun mobilier liturgique. C'est la première travée du chœur qui accueille la célébration eucharistique,.

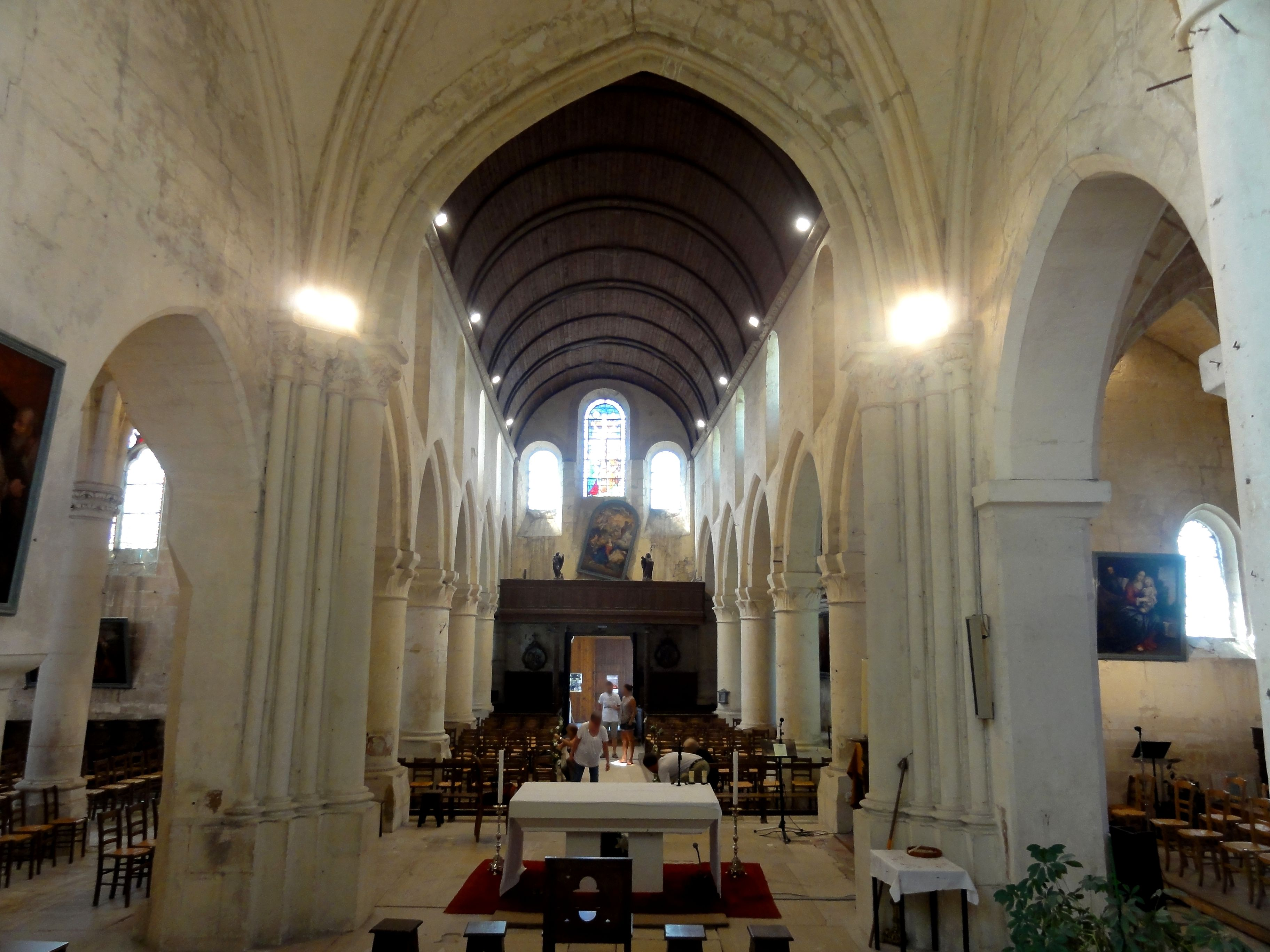
Travée droite, vue vers l'ouest dans la nef.
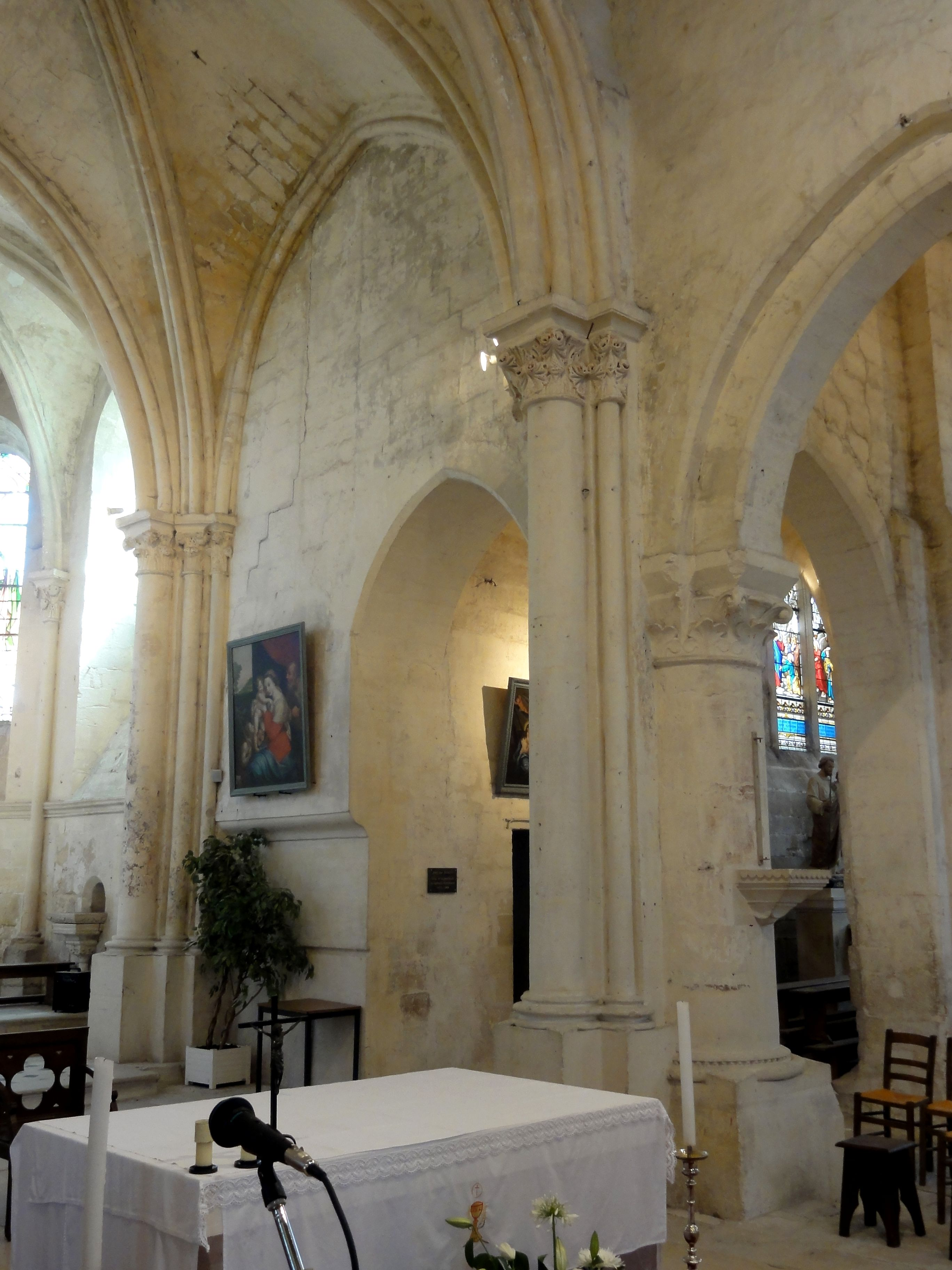
Travée droite, côté sud, arcade de la base du clocher.
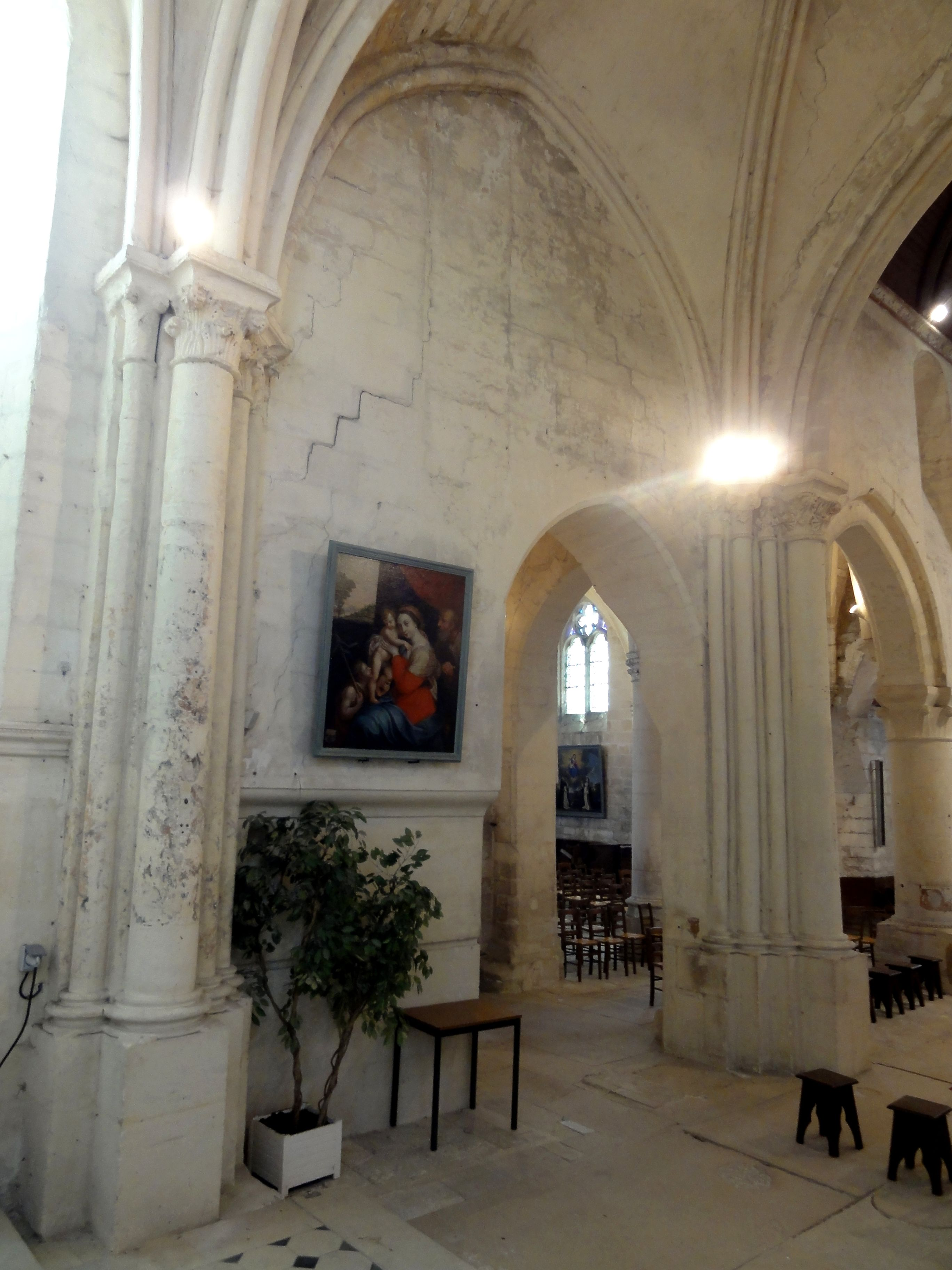
Travée droite, côté sud.
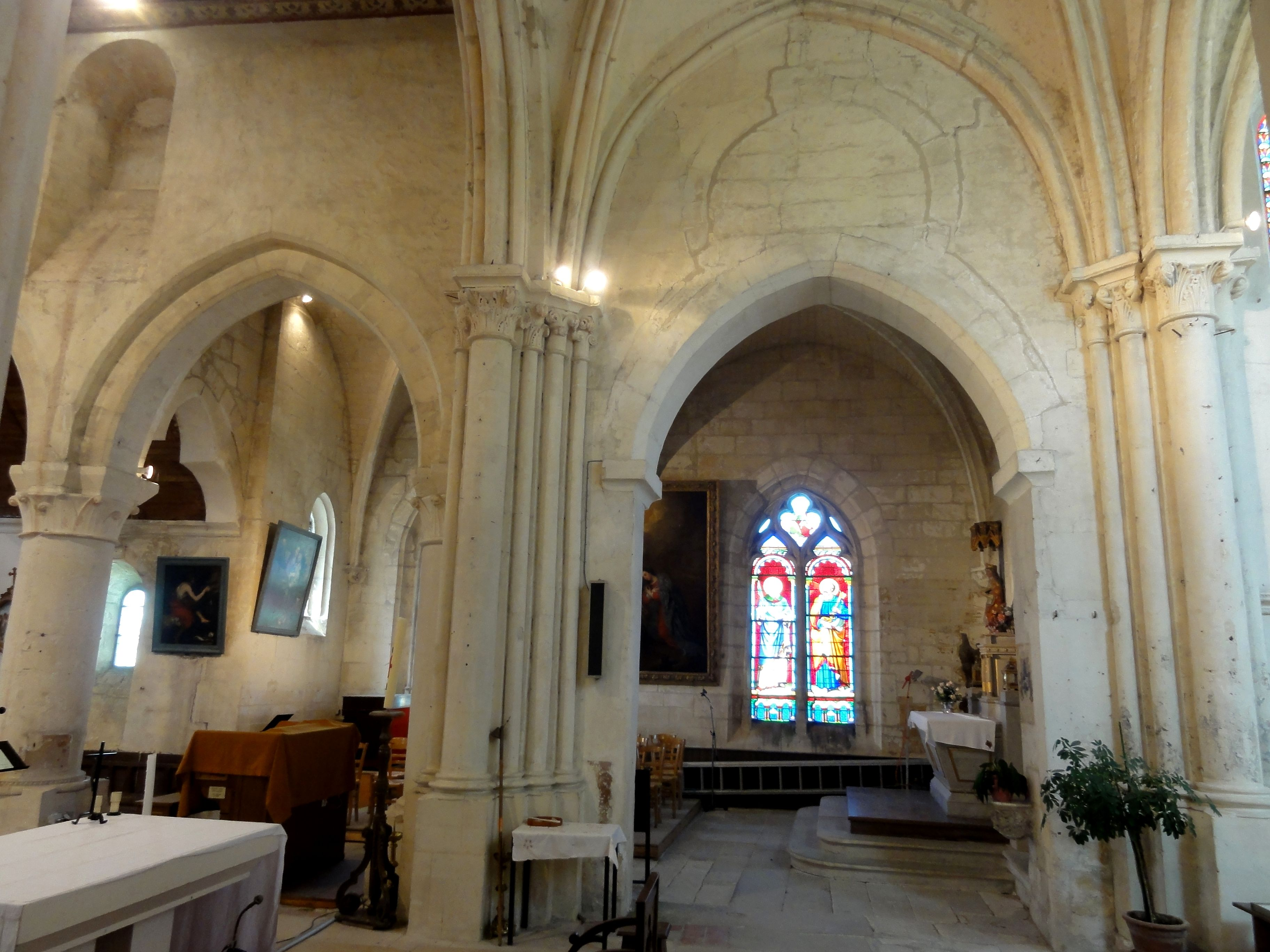
Dernière arcade de la nef et travée droite, côté nord.
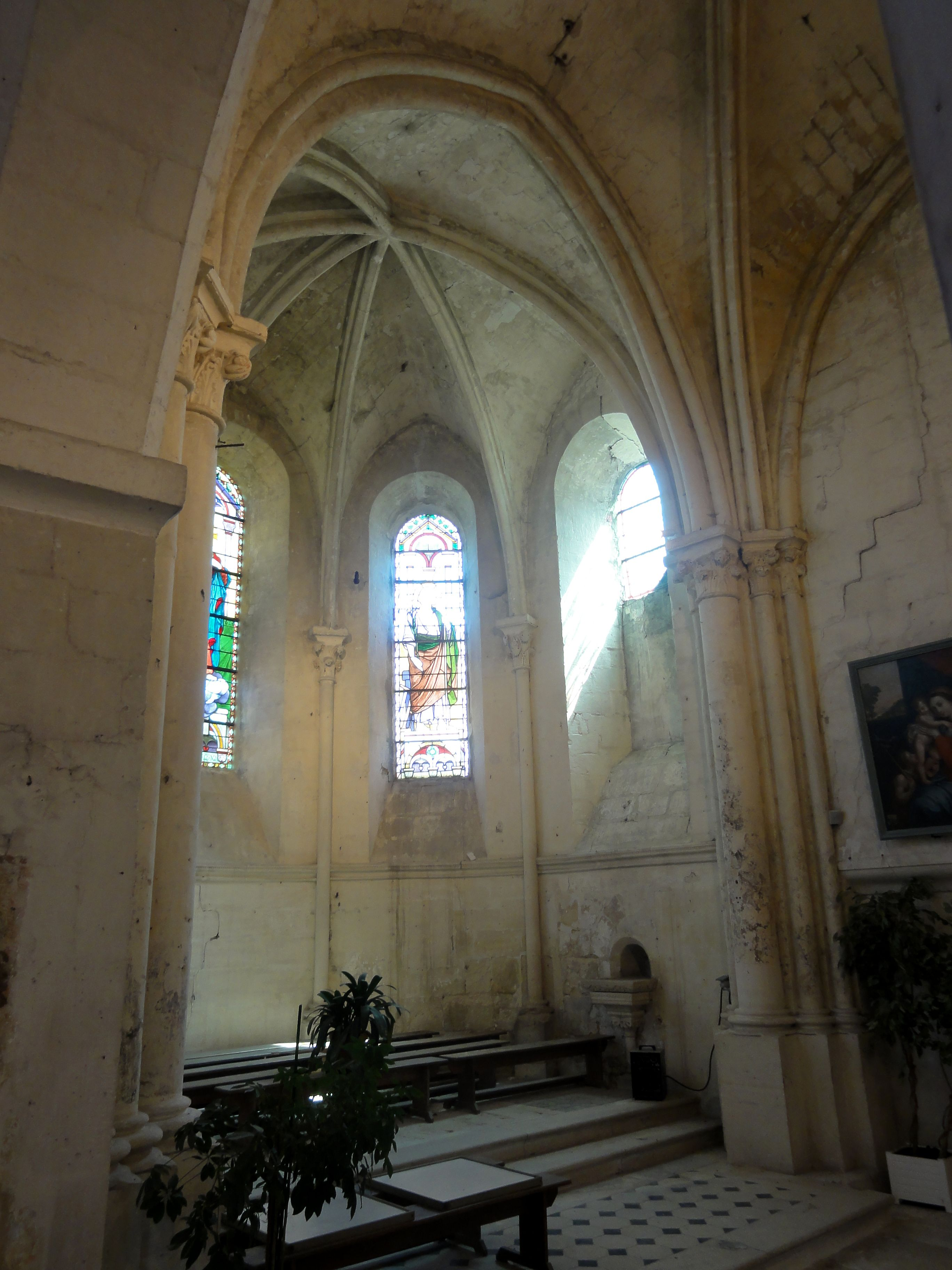
Abside, côté sud.
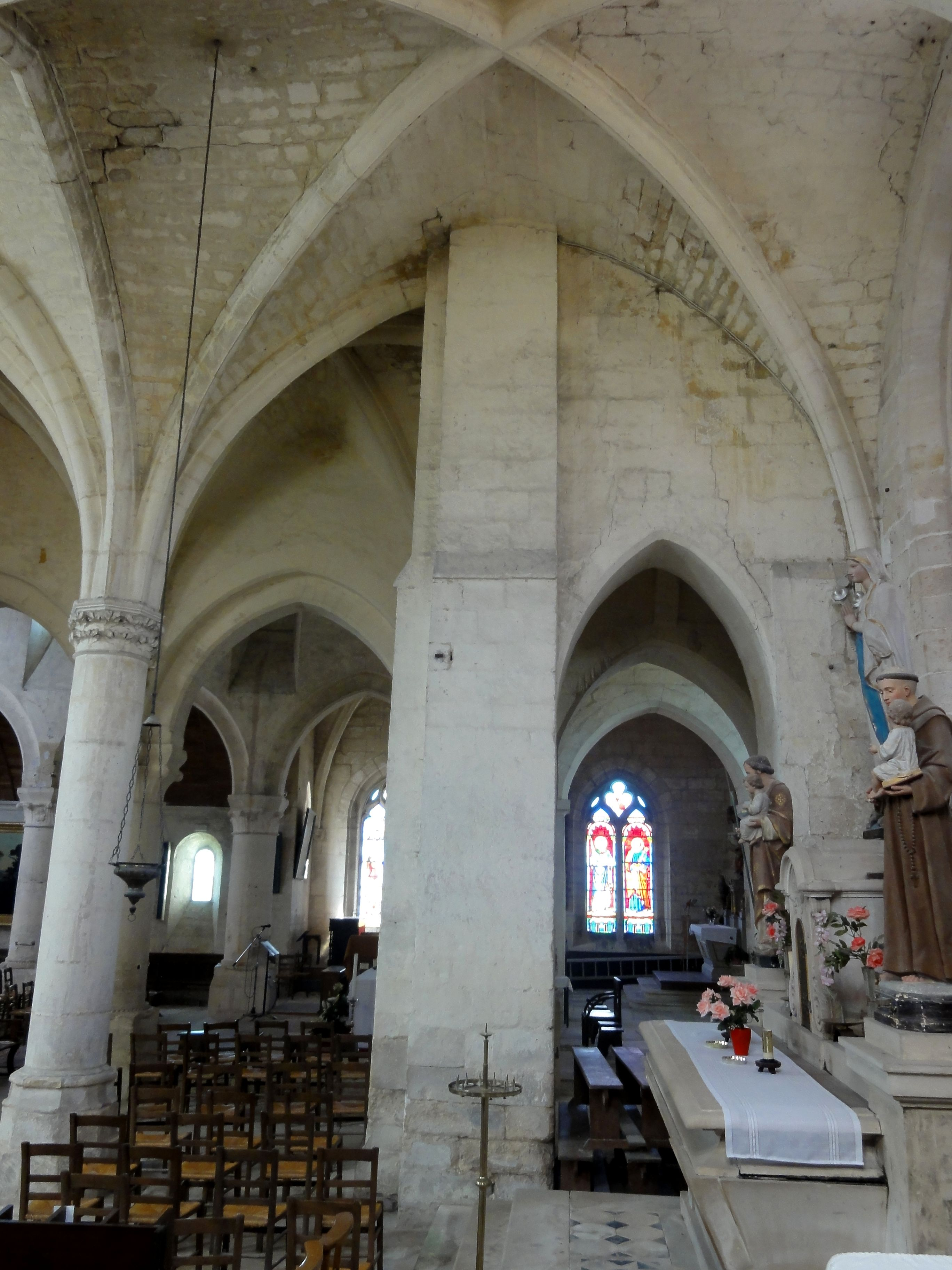
Vue depuis la chapelle sud.

#### Chapelles

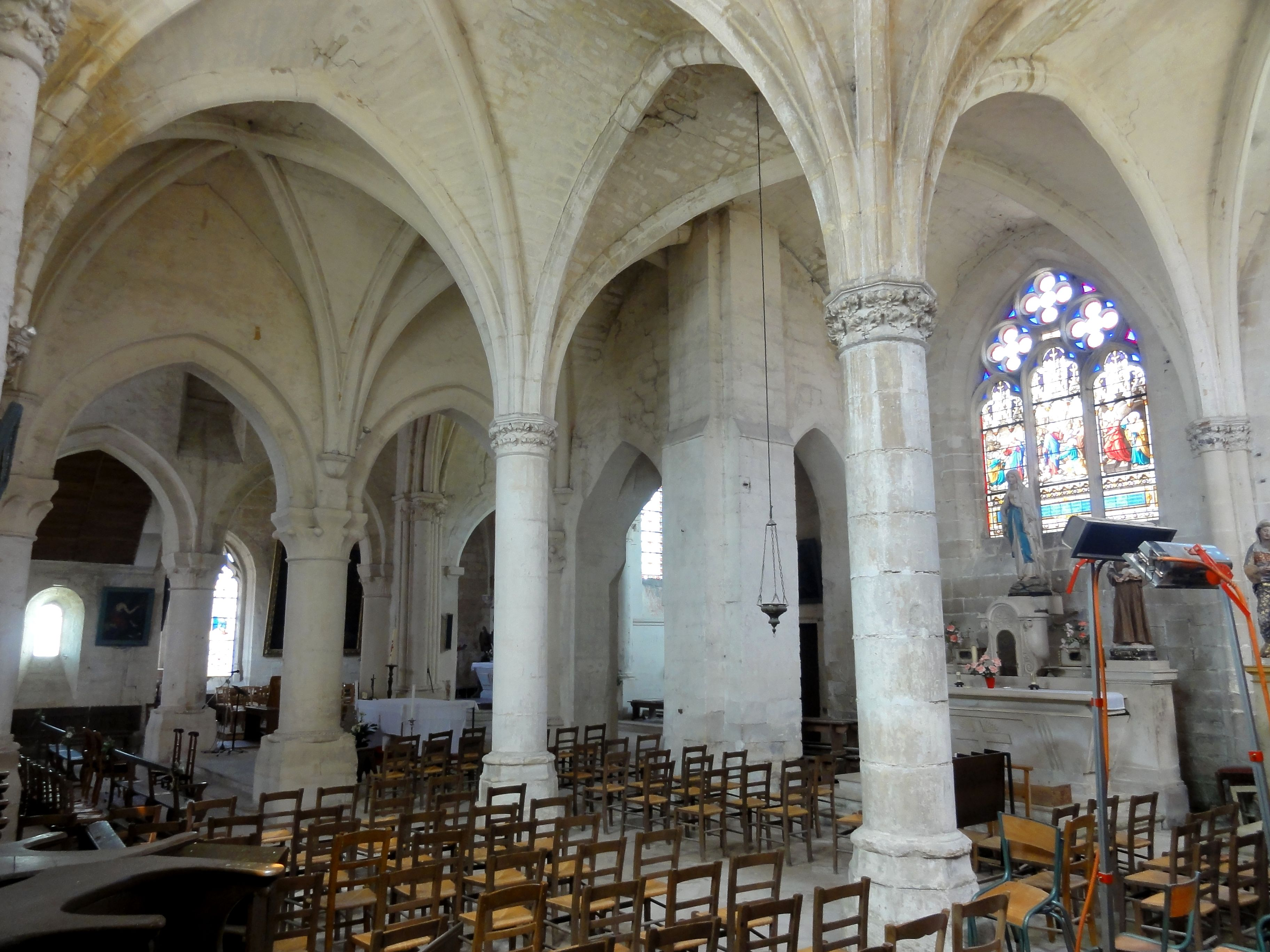
Chapelle sud, vue diagonale vers le nord-est (base du clocher).

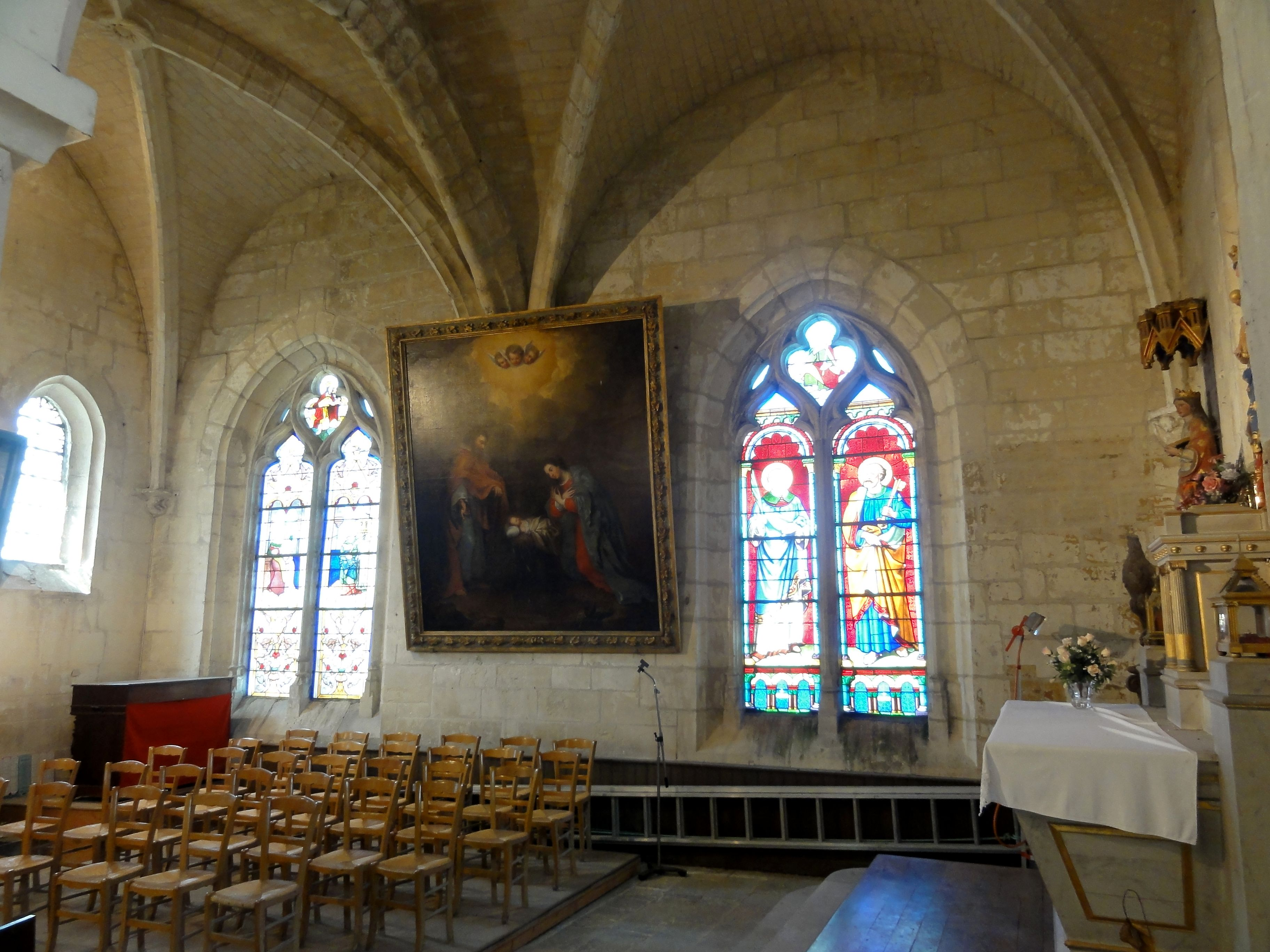
Chapelle nord, vue vers le nord.

La chapelle du sud est une belle pièce d'architecture rayonnante tardive, d'un style sobre mais élégant. L'on est loin de la perfection des grandes réalisations du domaine royal au XIIIe siècle, mais le niveau est remarquable pour une modeste église rurale. La chapelle comporte quatre travées, ou six travées si l'on compte les deux dernières travées du bas-côté sud, qui ont été entièrement intégrées dans la chapelle. En effet, il n'y a aucune arcade qui les sépare de l'extension du début du XIVe siècle, et elles sont donc voûtées à la même hauteur. Les ogives et les doubleaux affectent le même profil d'un tore en amande, assez fin. Il n'y a pas de formerets. Ce sont donc huit nervures identiques qui convergent vers les deux piliers centraux, appareillés en tambour.
Cette disposition rappelle la salle capitulaire de l'abbaye du Moncel, toute proche. Elle se rencontre dès la première moitié du XIIIe siècle dans les églises de Nogent-sur-Oise et de Villers-Saint-Paul et est notamment employée dans les chœurs-halle qui sont répandus dans la moyenne vallée de l'Oise et ses environs, avec environ deux douzaines d'exemples. Les ressemblances les plus évidentes existent avec les chœurs de Brenouille et Rousseloy, qui datent du XIVe siècle. Le chœur, ses collatéraux ou chapelles latérales et parfois le transept sont voûtés à la même hauteur ou presque, avec un seul niveau d'élévation, et les supports sont réduits au minimum dans le même objectif de créer un vaste espace unique, en contraste avec les faisceaux de colonnettes souvent encombrants des églises du XIIe siècle. L'idée est donc d'assurer une bonne visibilité sur l'espace liturgique, ce qui n'a pas été possible à Pontpoint du fait de la présence de la base du clocher au sud du chœur. Certes elle est percée d'arcades en tiers-point plus ou moins aigües au nord, à l'ouest et au sud, mais la grosse pile sud-ouest du clocher empêche une vue sur le chœur depuis la plupart des places assises dans la chapelle. D'autre part, la profondeur plus importante des deux travées orientales par rapport aux travées occidentales ne s'avère pas nuisible pour l'esthétique, pas plus que la position des fenêtres qui ne sont pas alignées au milieu des travées, défaut plus visible à l'extérieur qu'à l'intérieur.
Les bases tout comme les tailloirs des deux piliers centraux sont octogonaux. Les chapiteaux sont ronds et décorés de deux rangs de feuillages superposés. Contre les murs est, sud et ouest, l'on trouve des faisceaux de trois colonnettes à l'intersection entre deux travées. Les extrémités accueillent une colonnette unique, du fait de l'absence de formerets. Les chapiteaux sont tous de la même facture, mais le décor varie légèrement d'un chapiteau à l'autre. Des solutions différentes ont dû être adoptées pour le voûtement des deux travées du bas-côté. Ici, les ogives retombent sur des culs-de-lampe le plus souvent non décorés, à l'exception de celui à l'intersection entre la quatrième travée du bas-côté et la travée nord-ouest de la chapelle, contre le mur occidental de la chapelle. La chapelle est généreusement éclairée par six fenêtres, munis d'un délicat remplage en délit. Les fenêtres du chevet sont plus larges et se composent de trois lancettes aux têtes trilobées, surmontées de trois quatre-feuilles. Les deux fenêtres du sud et les deux baies de l'ouest présentent deux lancettes au têtes trilobées, surmontées par un seul quatre-feuilles.
La chapelle du nord comporte deux travées et est elle aussi voûtée d'ogives, avec des clés de voûte décorées de feuillages. Les nervures des voûtes d'un profil prismatique accentué retombent sur des culs-de-lampe ornés de petits anges et d'animaux fantastiques. Comme au sud, les formerets font défaut. Les deux travées communiquent entre elles par un arc-doubleau en tiers-point. Vers le bas-côté nord, l'on trouve le même doubleau trilobée qu'entre la quatrième et la cinquième travée du bas-côté sud, entre la partie plafonnée et la partie voûtée. Vers la nef, la grande arcade du XIIe siècle reste en place, et vers la travée droite du chœur, s'ouvre l'arcade non décorée déjà mentionnée. Les deux baies du nord et la baie du chevet ont toutes le même remplage flamboyant avec deux lancettes aux têtes tréflées, surmontées par un soufflet et deux mouchettes. Les baies du nord ne sont pas non plus alignées au milieu des travées, irrégularité déjà constatée au sud. L'étroite baie côté ouest est dépourvue de remplage,,.

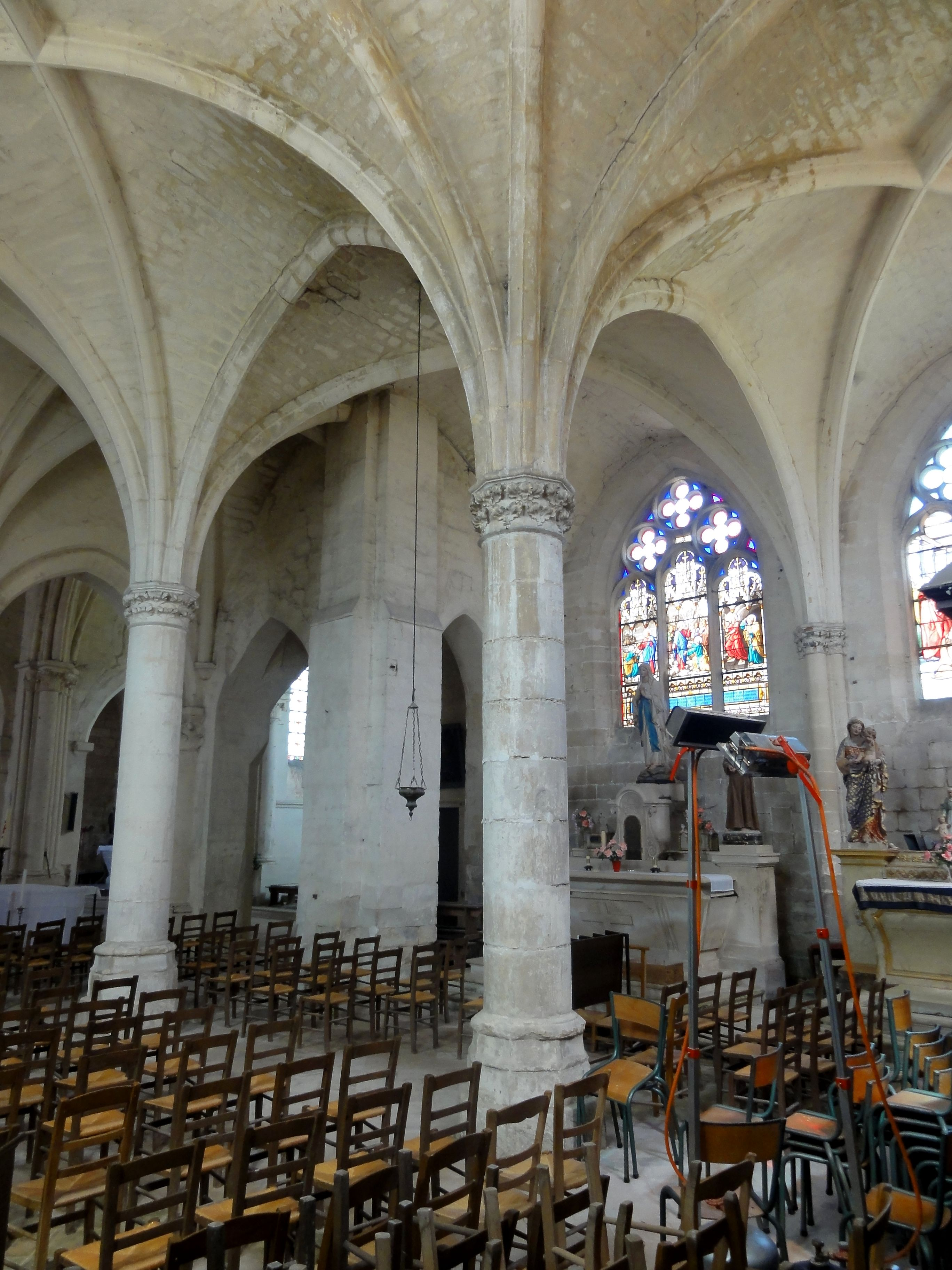
Chapelle sud, vue diagonale vers le nord-est.
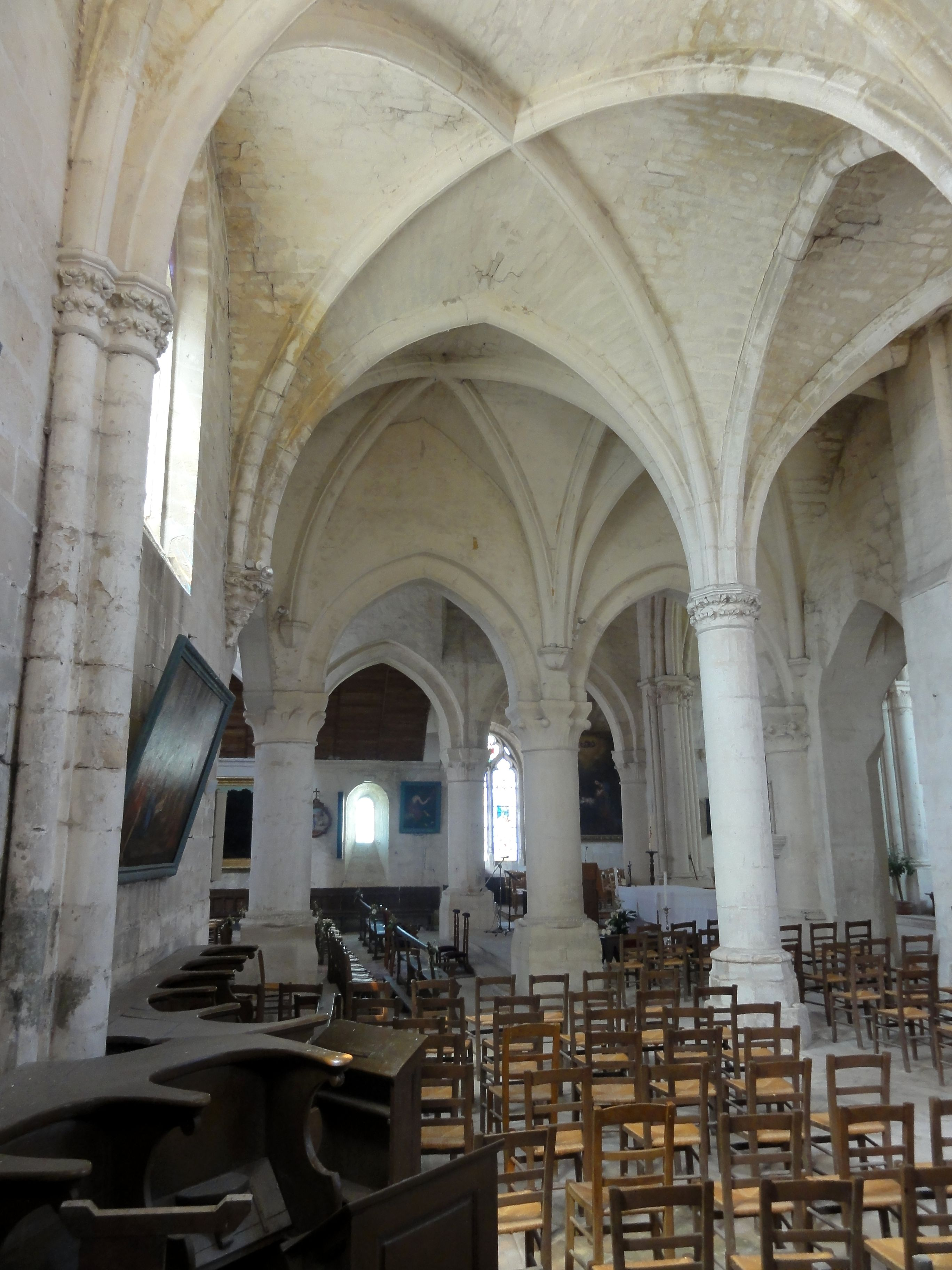
Chapelle sud, vue vers le nord depuis l'angle sud-ouest.
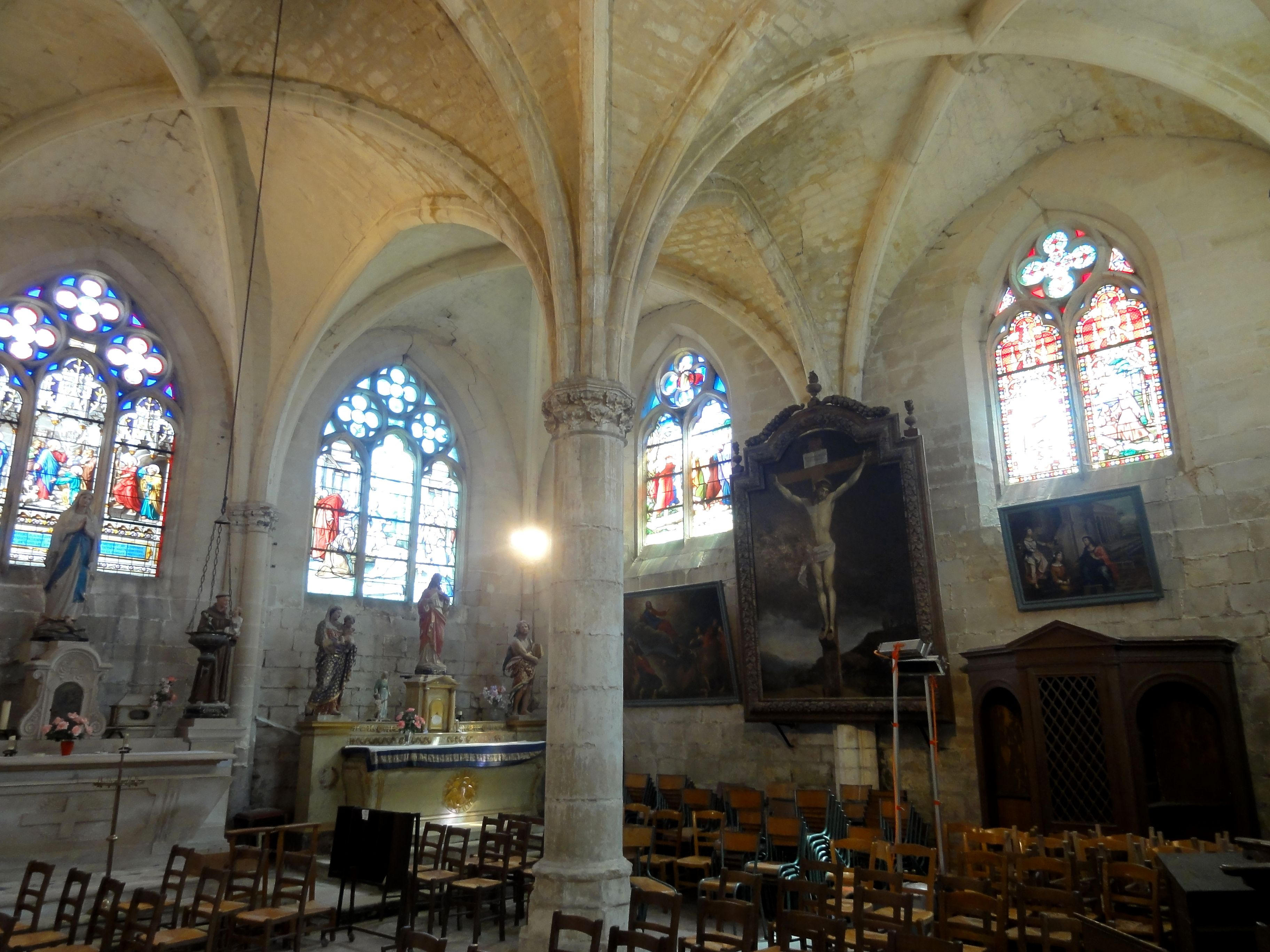
Chapelle sud, vue diagonale vers le sud-est.
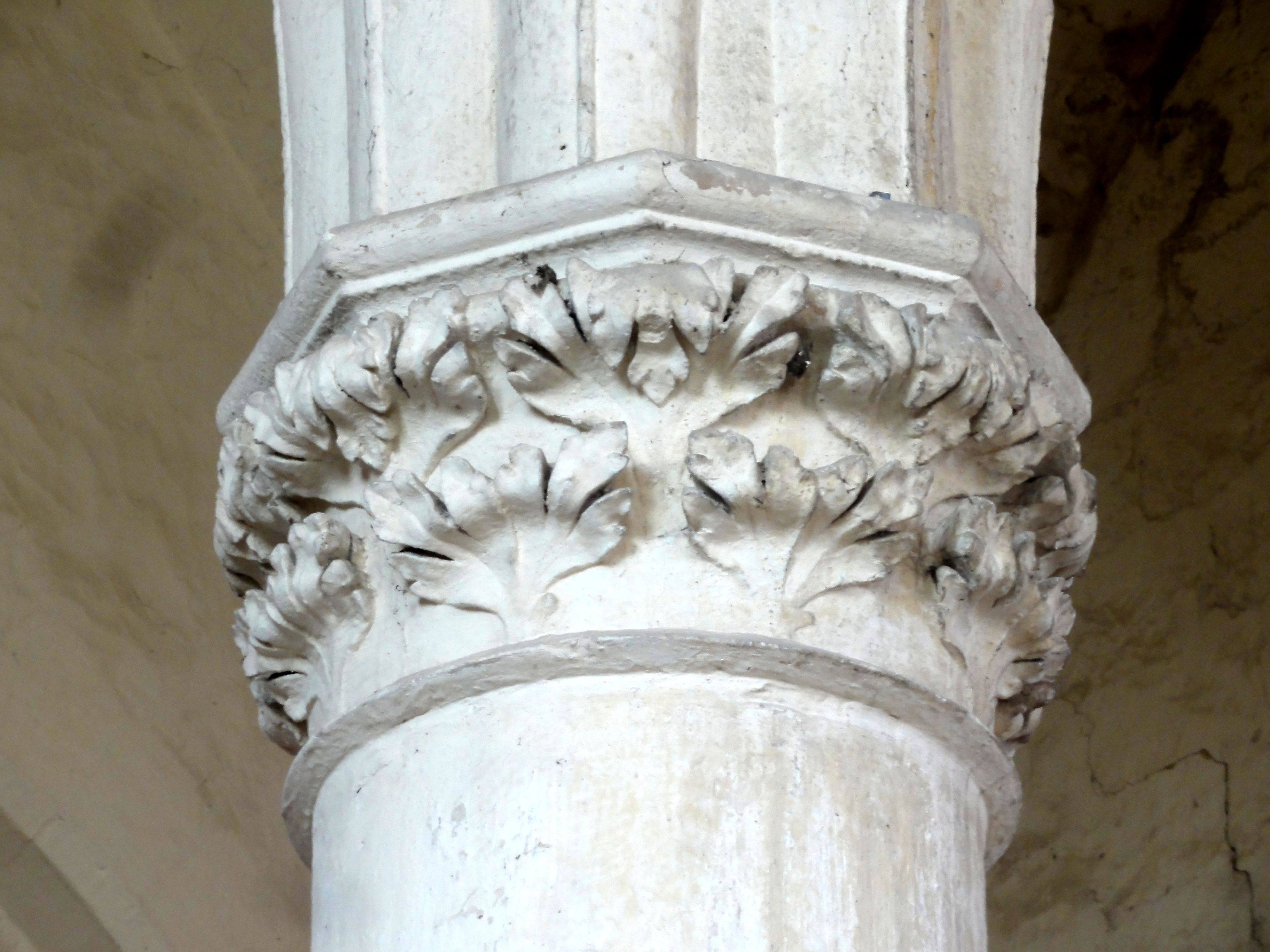
Chapiteau du pilier isolé nord.
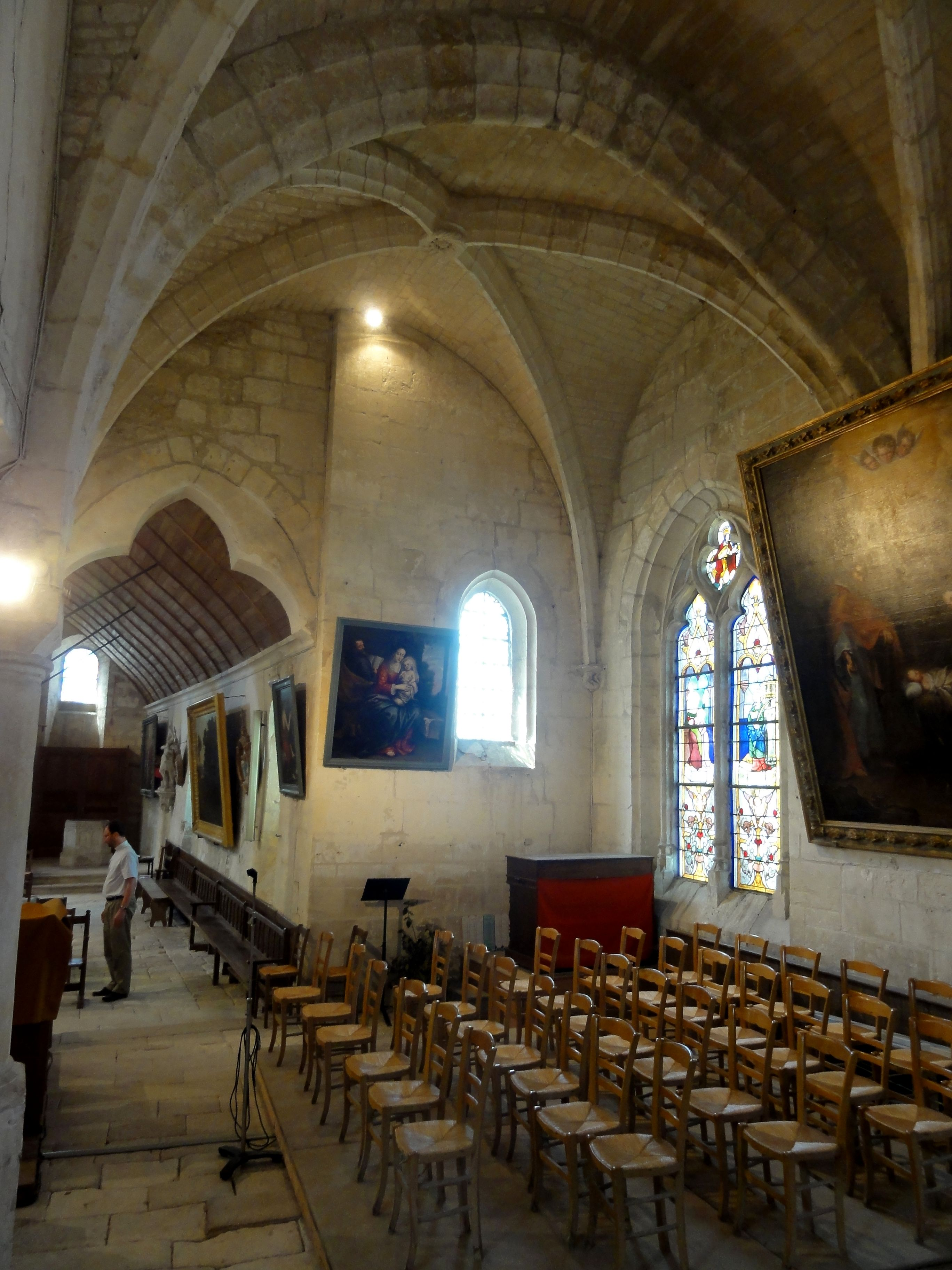
Chapelle nord, vue vers l'ouest.
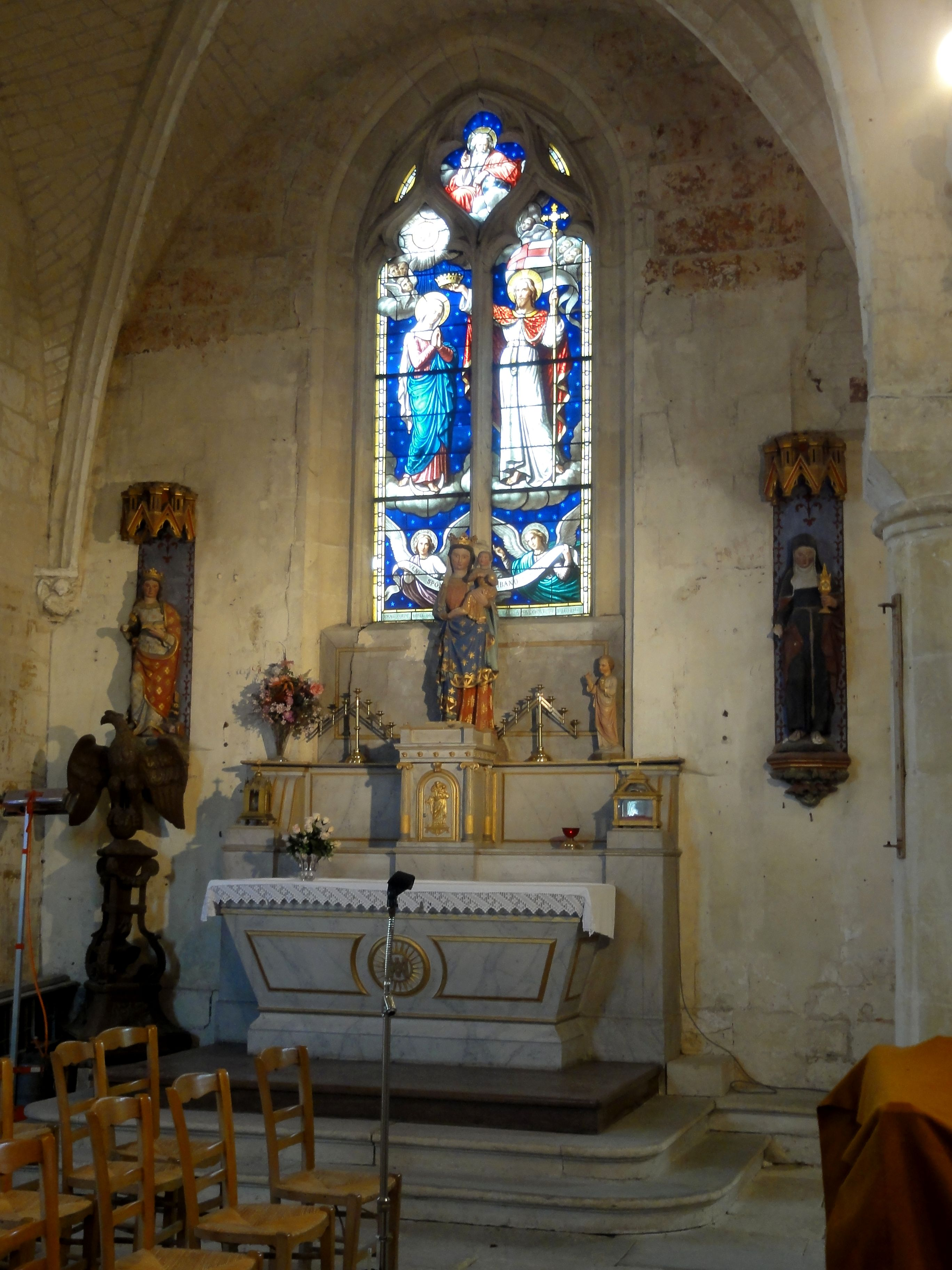
Chapelle nord, chevet.

### Extérieur

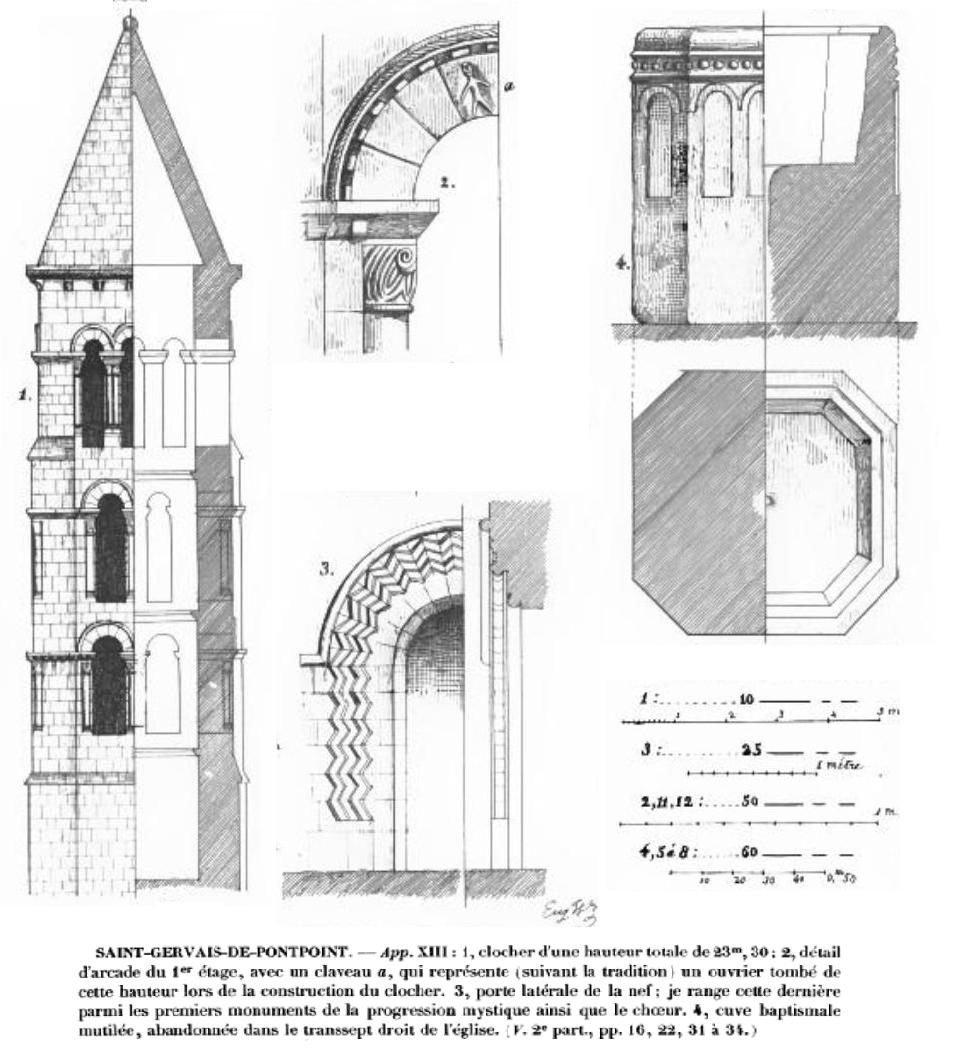
Détails du clocher, des fonts baptismaux et du portail nord relevés par Eugène Woillez.

Le portail occidental est dissimulé sous le porche. La triple archivolte en tiers-point contemporaine de la nef est décorée de trois tores et d'un cordon d'étoiles, et s'appuie sur six colonnettes aux chapiteaux à crochets. Le tympan présente des rinceaux de feuillages formant trois arcatures, type de décor très rare qui, dans la région, ne trouve son portail que dans la porte de l'hôtel-Dieu de Senlis (rue du Châtel). Trois petites baies plein cintre sont percées dans le mur au-dessus du portail, et deux autres à gauche et à droite de ce dernier. Les façades latérales de la nef, des bas-côtés et du chœur sont très sobres. Le mur du bas-côté nord est couronnés par une corniches constituées de modillons assez frustes, et l'on peut signaler la porte plein cintre bouchée, entourée de deux rangs de bâtons brisés qui se continuent sur les piédroits. Ces caractéristiques permettent de situer le portail dans la première moitié du XIIe siècle, ce qui indique que les murs de la nef ne sont plus d'origine. Le chœur présente extérieurement un chevet en hémicycle, alors que l'intérieur est à pans coupés peu marqués. Les murs sont bâtis soigneusement en pierre de taille, et se terminent par une corniche de modillons. Ils sont épaulés par des contreforts très saillants, entrecoupés par un glacis au niveau du seuil des fenêtres et un larmier en hauteur, et se terminant par des glacis très inclinés. Ce ne sont pas les contreforts à ressauts caractéristiques du style gothique primitif. Les fenêtres ne sont pas décorées, pas plus qu'à l'intérieur. Quant aux deux chapelles, elles sont également bâties en pierre de taille, et leurs toits en bâtière (un par vaisseau) sont disposés perpendiculairement à l'axe de la nef.
Le clocher latéral comporte trois étages d'arcades plein cintre et atteint une hauteur de 23 m au sommet de la pyramide en pierre à quatre pans qui le coiffe. L'on remarque également une corniche à modillons directement en dessous. Les deux premiers étages sont largement identiques et flanqués à chaque angle par un unique contrefort strictement vertical, de base carrée. Aux angles, des colonnettes agrémentent ces contreforts ; l'on en voit aussi au niveau du troisième étage dépourvu de contreforts. Le nombre de baies par face et par étage est de deux pour le premier et le second étage, et de trois pour le dernier étage, où elles sont en conséquence plus étroites. Chaque baie est cantonnée de deux colonnes monolithes aux chapiteaux garnis de volutes gravées en creux. Les arcatures sont entourées de billettes qui se poursuivent au niveau des impostes, même sur les contreforts. Il n'y a que deux autres église dans l'Oise avec des étages de clocher de trois baies par face (l'église Notre-Dame-et-Saint-Rieul de Rully et l'église Sainte-Maure-et-Sainte-Brigide de Nogent-sur-Oise). Tenant compte de la pyramide très simple à quatre pans et de sa physionomie globale, le clocher est proche de l'abbatiale Notre-Dame de Morienval, de l'église de Rhuis et de quelques autres églises du XIe siècle, ce qui permet de le situer dans cette époque. La cloche en bronze de 1779 porte les armes de l'abbaye Saint-Jean-Baptiste du Moncel, remplissant la fonction de seigneur de Pontpoint ; elle est classée monument historique depuis 1912.

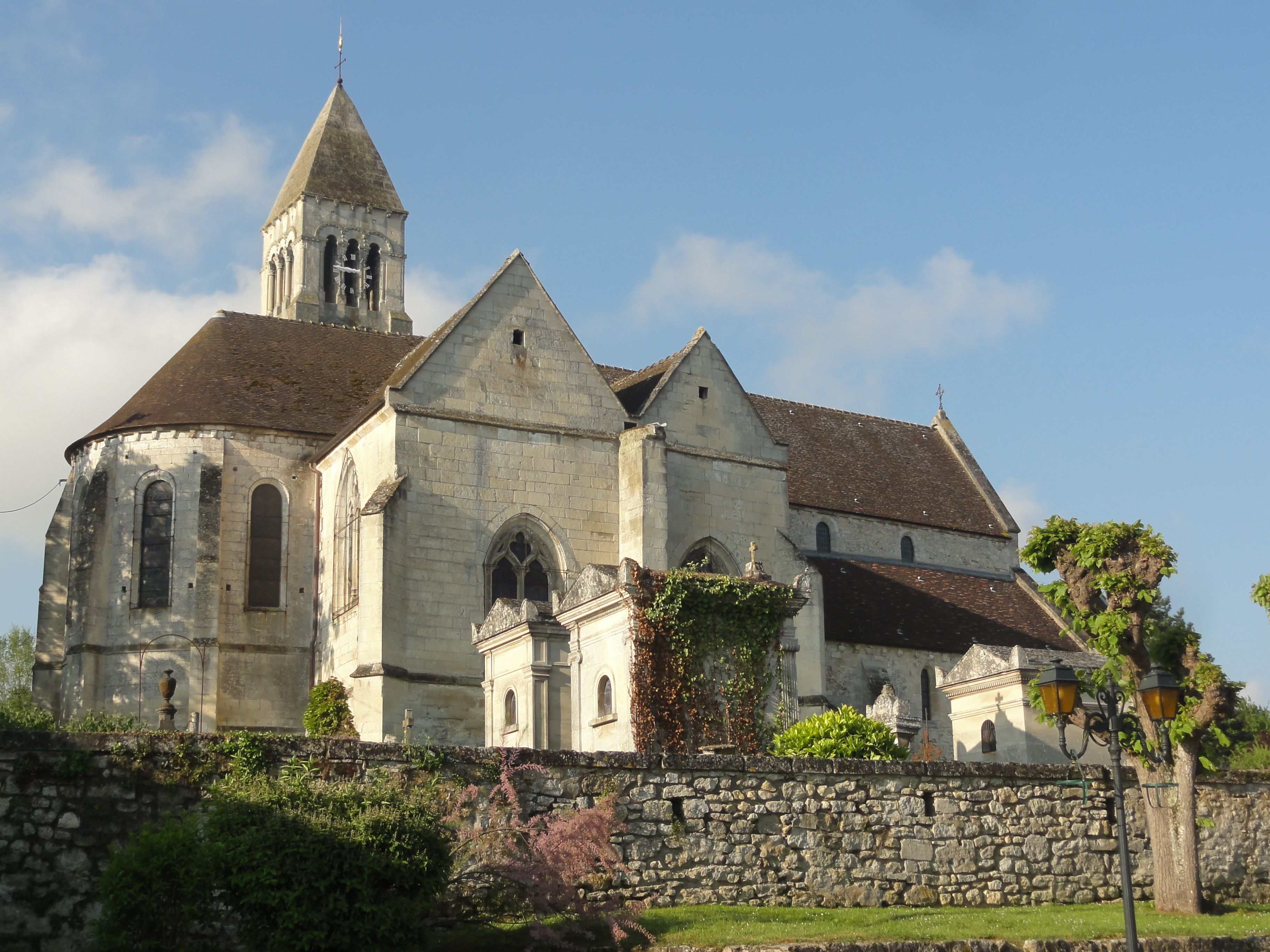
Vue depuis le nord.
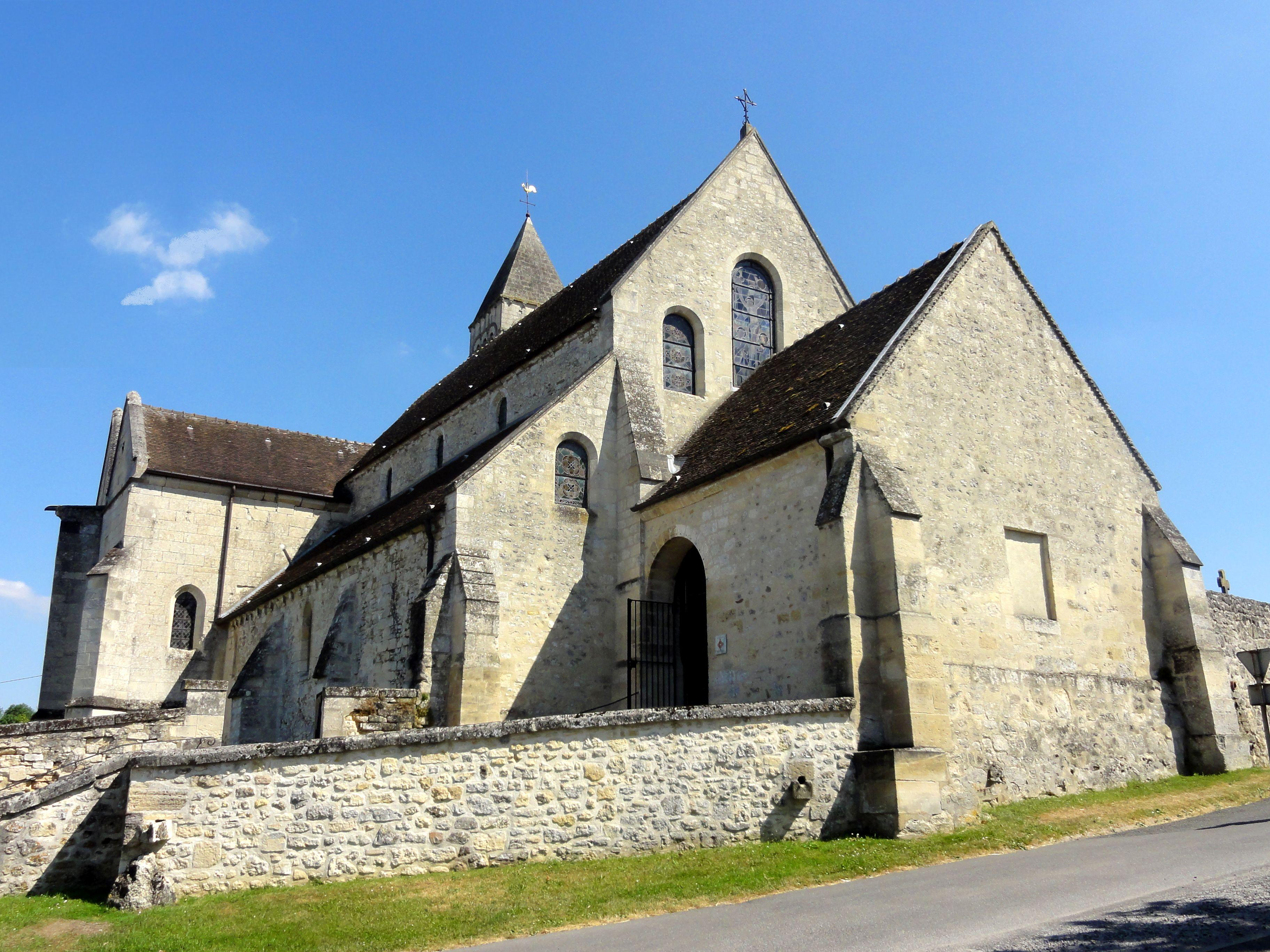
Vue depuis l'ouest.
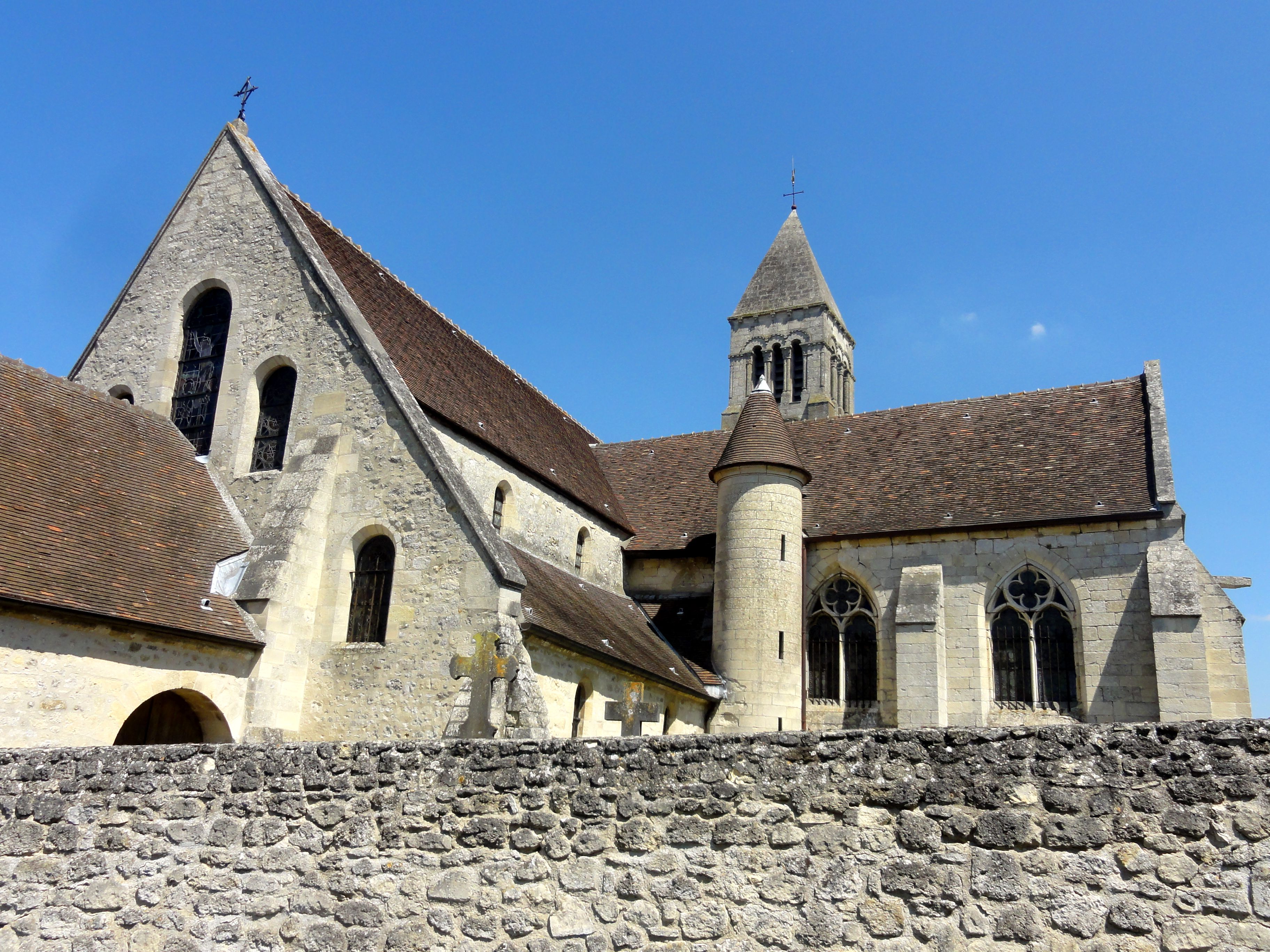
Vue depuis le sud-ouest.
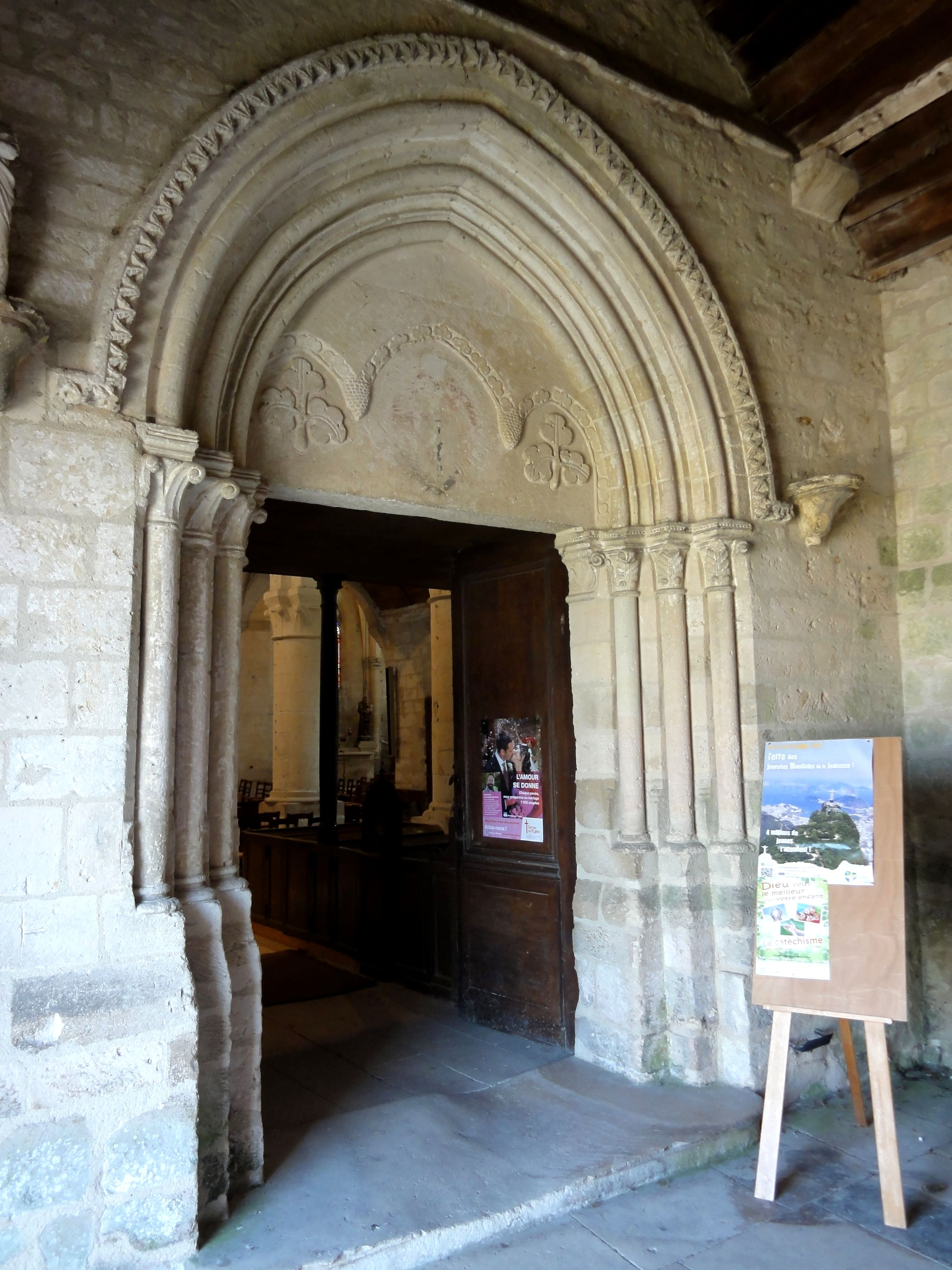
Portail occidental.
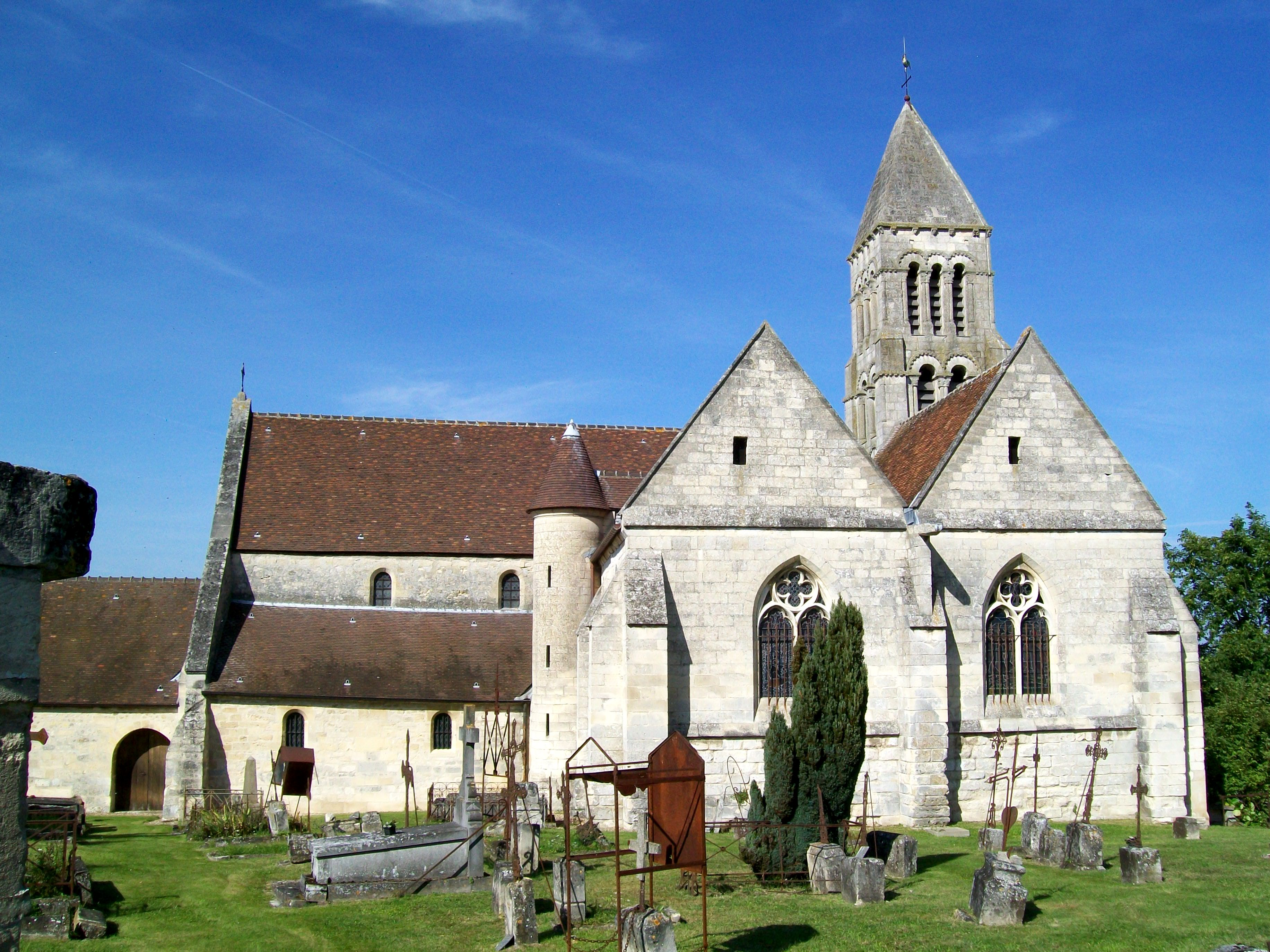
Vue depuis le sud.
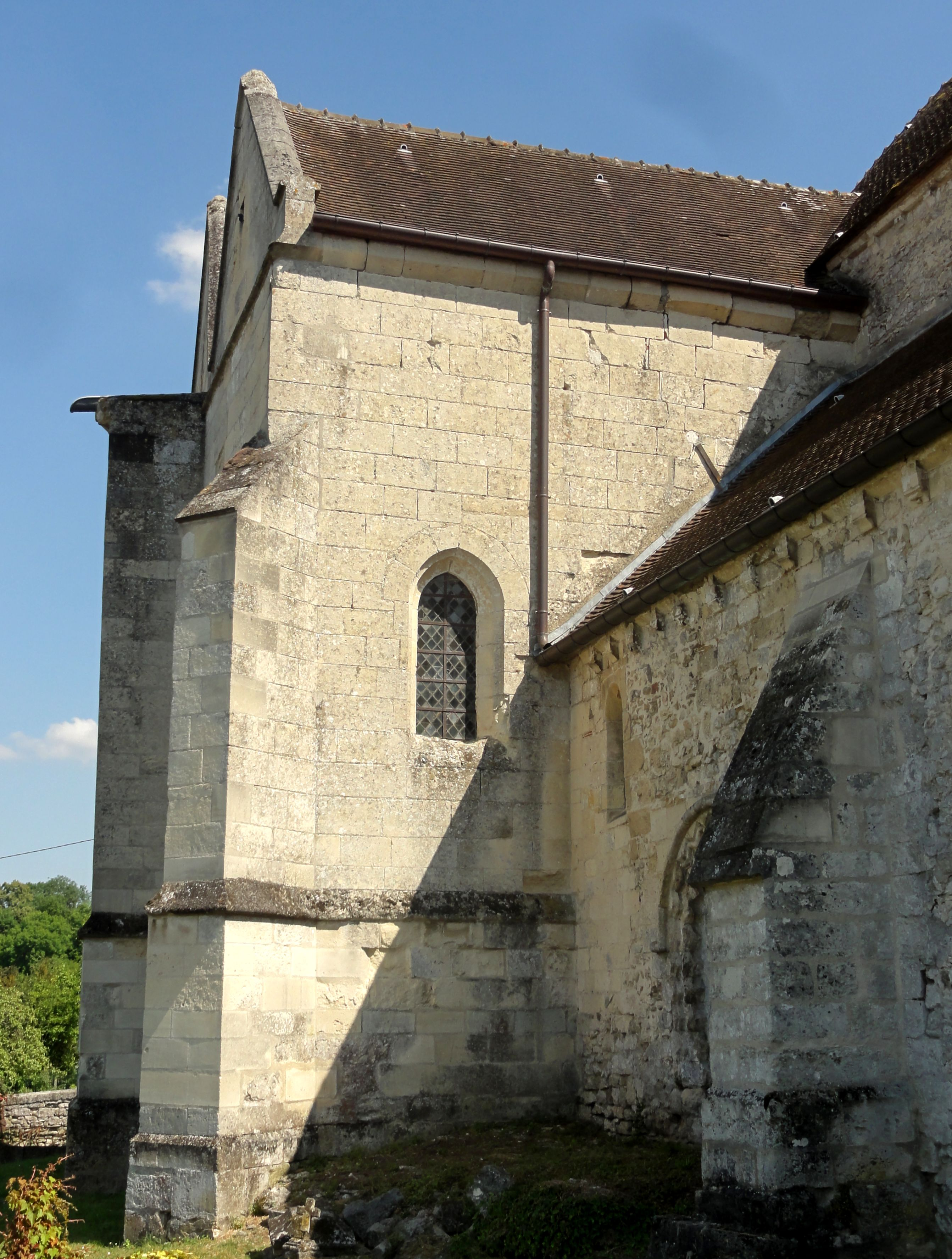
Chapelle nord, face ouest.

## Mobilier
Le plus ancien élément du mobilier sont les fonts baptismaux du XIIe siècle, appartenant au type des cuves baptismales à infusion. La cuve est creusée dans un bloc de calcaire monolithique et suit un plan octogonal. Les parois strictement verticaux sont décorés de bas-reliefs aux motifs architecturaux, se composant de deux arcs plein cintre par face et d'une frise de billettes. Le socle également octogonal a été retouché. Les fonts baptismaux ont été classés monument historique au titre objet en 1902, sauf le couvercle et le compartimentage interne qui sont modernes.
L'église ne renferme pas moins de quinze pierres tombales, dont sept entre elles remontent au XIVe siècle. Cinq des dalles funéraires au total sont classés au titre objet depuis 1902 :
- La dalle funéraire à effigie gravée d'Isabeau Odart Ducreux, en mauvais état, datant de 1316[19] ;
- La dalle funéraire à effigie gravée de Jehanne Ducreux, en mauvais état, datant de 1326[20] ;
- Une dalle funéraire à effigie gravée d'une femme, en mauvais état, datant de 1326 également[21] ;
- La dalle funéraire à effigie gravée d'Odart Ducreux, en mauvais état, datant de 1329[22] ;
- La dalle funéraire à effigie gravée de Jean le Vennier, en mauvais état, datant de 1366[23].

Le plafond de la nef est recouvert par un lambris moderne. Dans la chapelle nord, la verrière no 9 conserve dans sa lancette de droite un vitrail du XVIe siècle représentant sainte Barbe accompagnée de la tour qui lui sert d'attribut. Le vitrail de la lancette de gauche est moderne bien qu'adoptant le même style ; il a comme sujet l'Éducation de la Vierge. Le petit vitrail s'inscrivant dans le quatre-feuilles en haut est également du XVIe siècle et montre saint Jean-Baptiste. Une inscription renseigne sur le donateur du vitrail, Regnault de Sacy. Les vitraux anciens sont classés au titre objet depuis 1902,.
Trois autres éléments du mobilier sont classés :
- Une statue en pierre polychrome de la Vierge à l'Enfant haute de 145 cm, datant du second quart du XIVe siècle mais dénaturée par une repeinture dans l'époque moderne[26] ;
- Un aigle-lutrin en chêne richement décoré, datant du troisième quart du XVIIIe siècle[27] ;
- Un cadre en bois de chêne avec des résidus de dorure, rectangulaire et cintré au sommet, datant de l'époque de Louis XIII et ayant servi à un tableau du Christ en croix aujourd'hui disparu[28]. Il a été remplacé par un nouveau tableau avec la même représentation, copie d'après le Christ en Croix de Philippe de Champaigne aujourd'hui au musée de Grenoble.

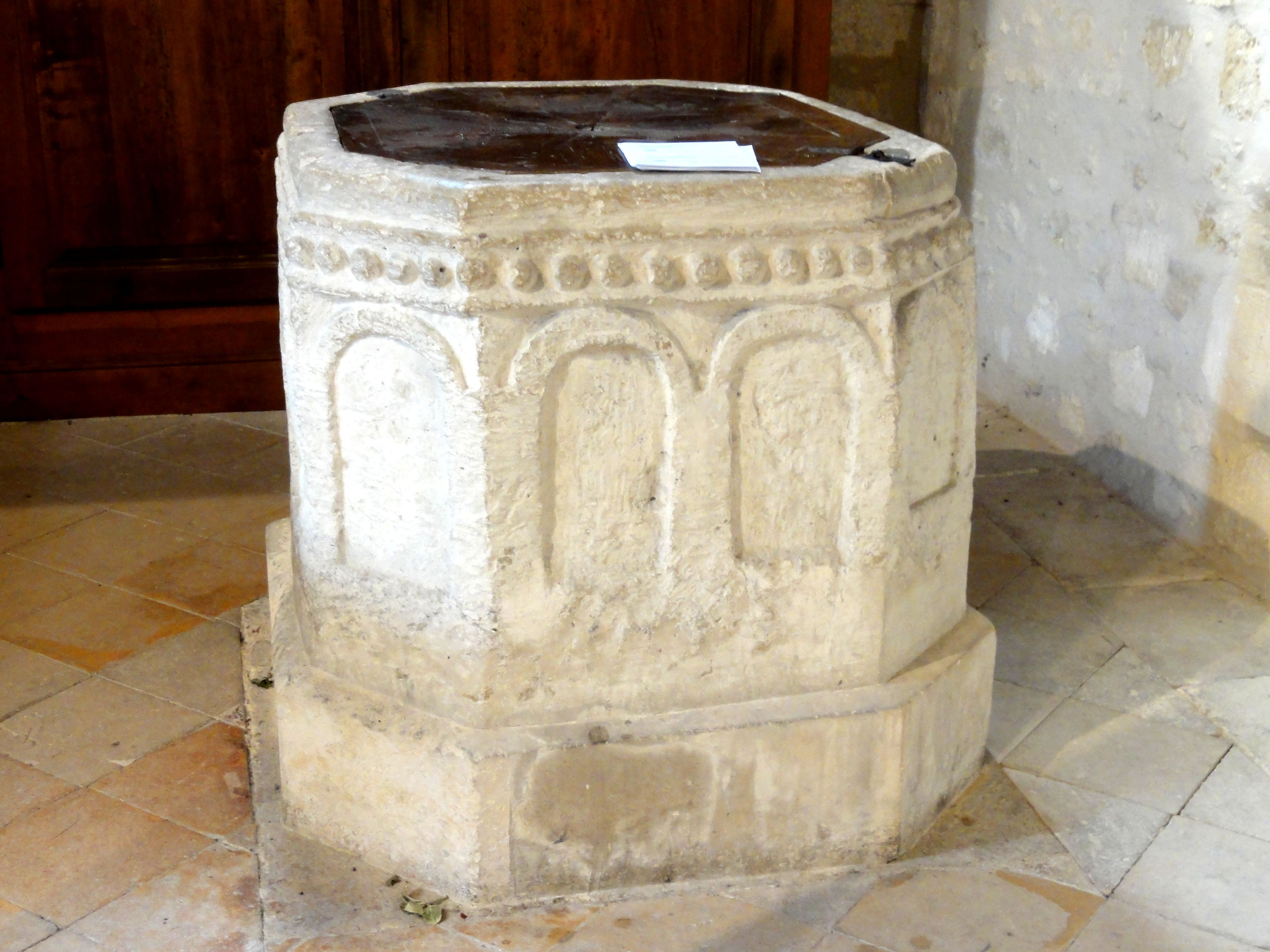
Fonts baptismaux du XIIe siècle.
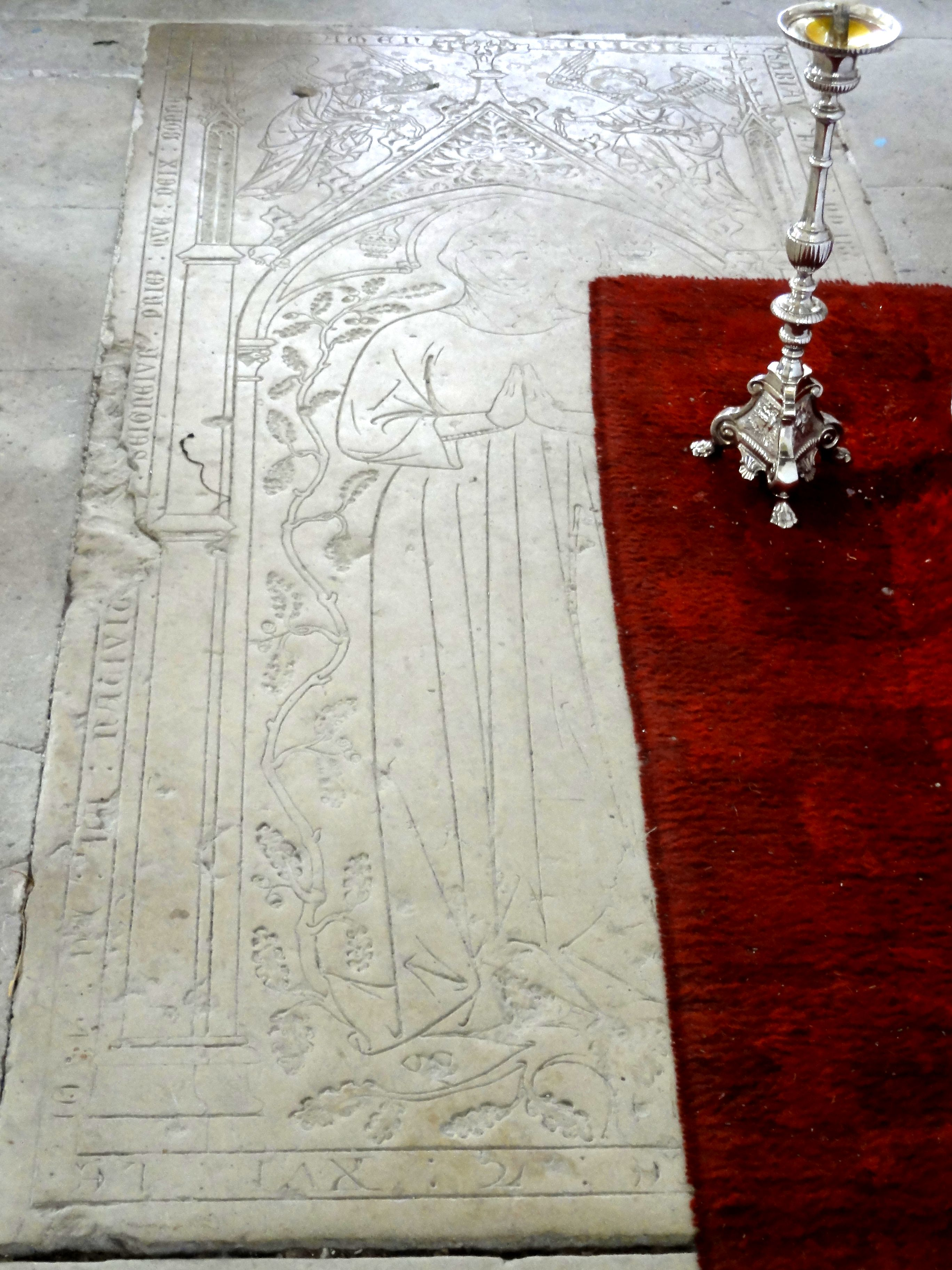
Dalle funéraire d'Isabeau Odart Ducreux, morte en 1316.
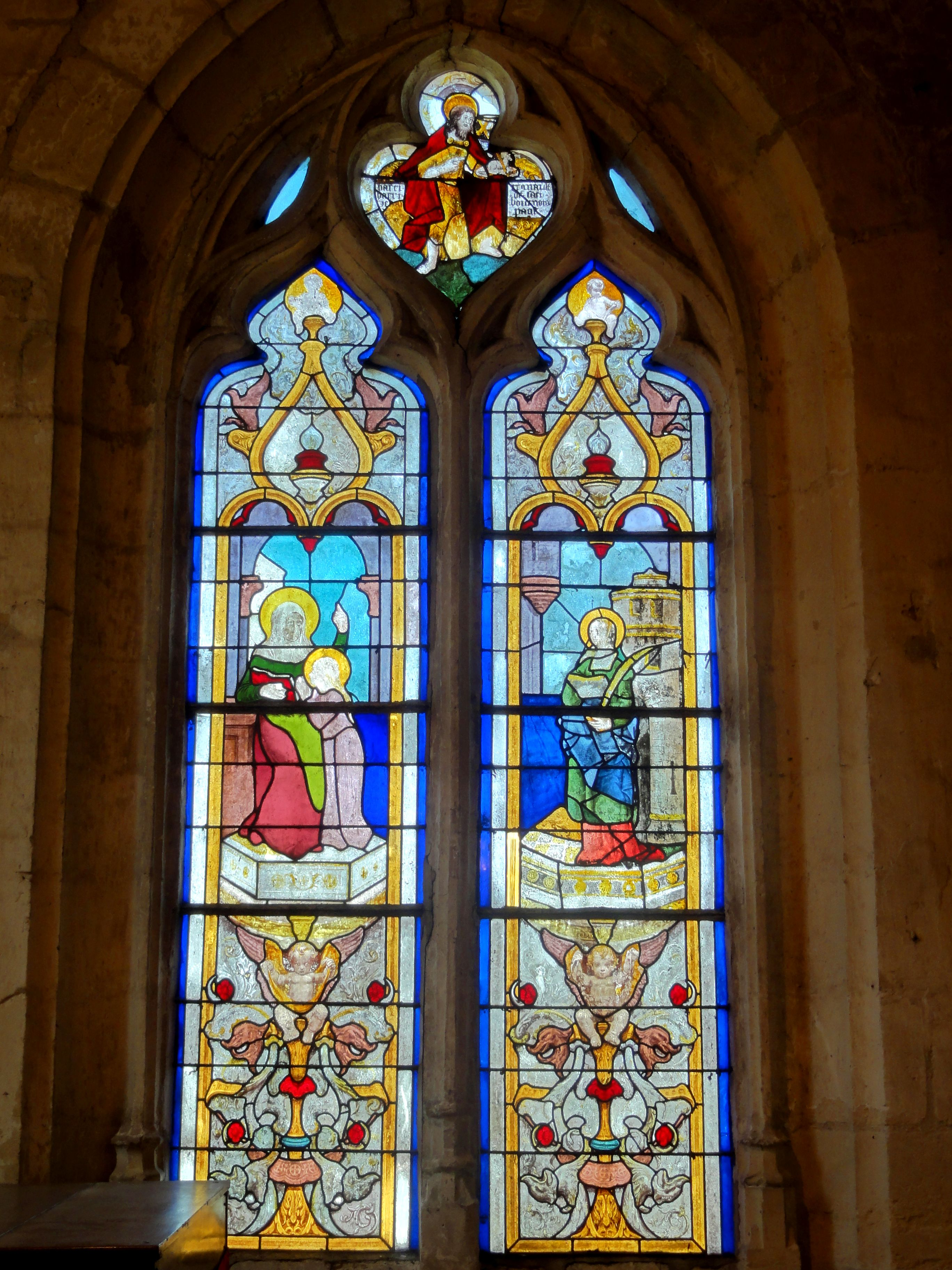
Vitrail no 9 : sainte Barbe (à droite) et saint Jean-Baptiste (en haut).
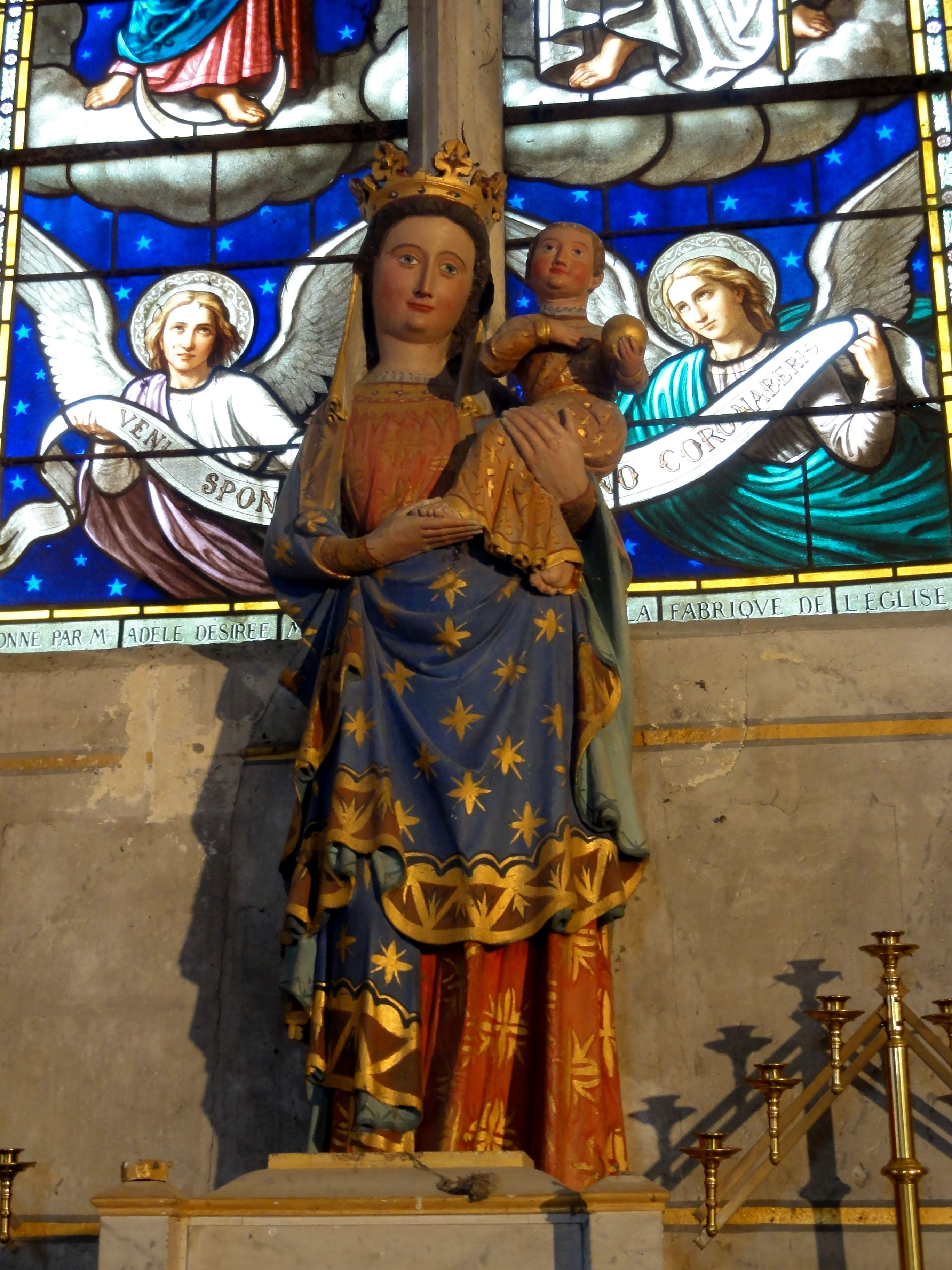
Vierge à l'Enfant du second quart du XIVe siècle.
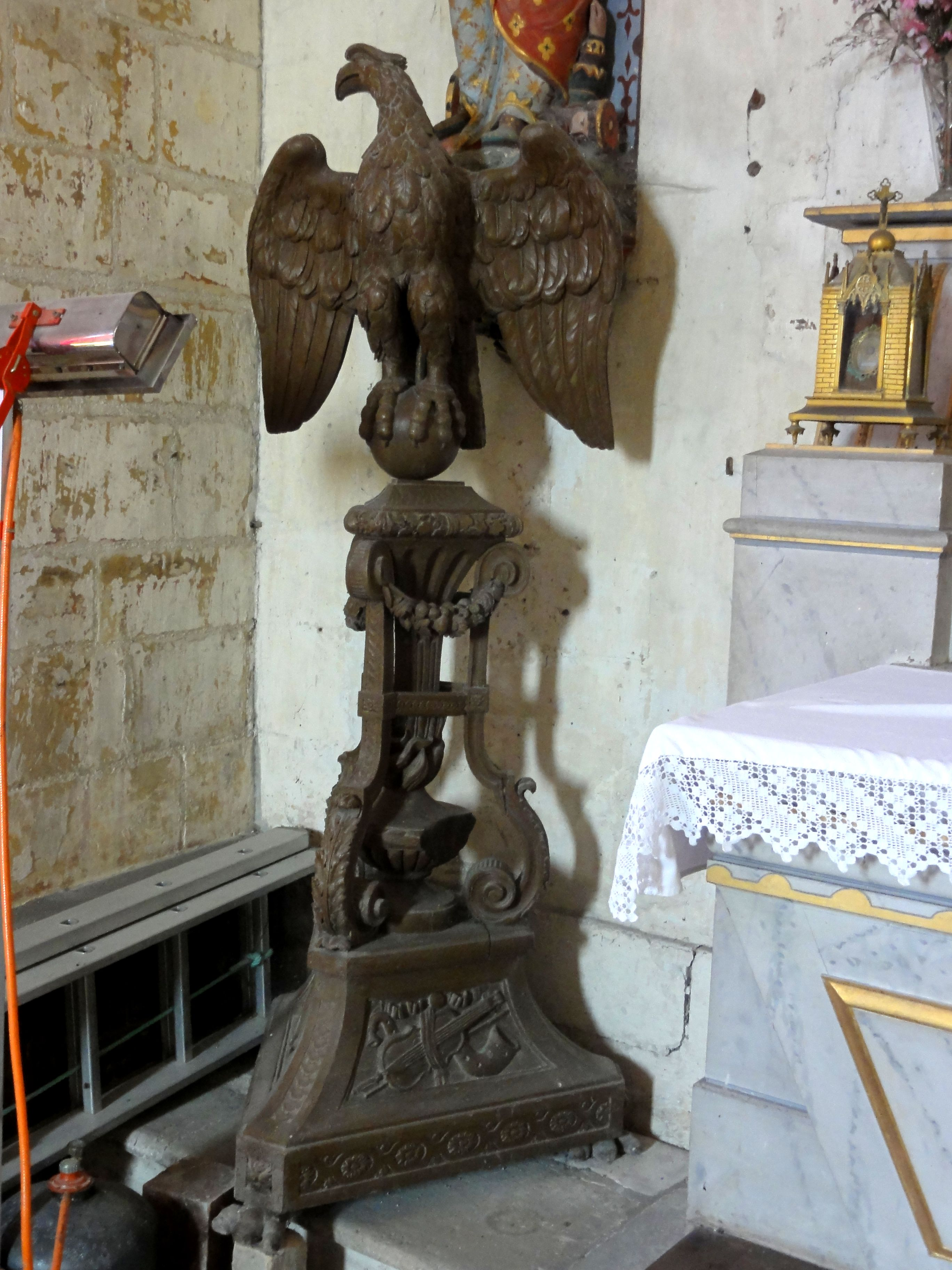
Aigle-lutrin.
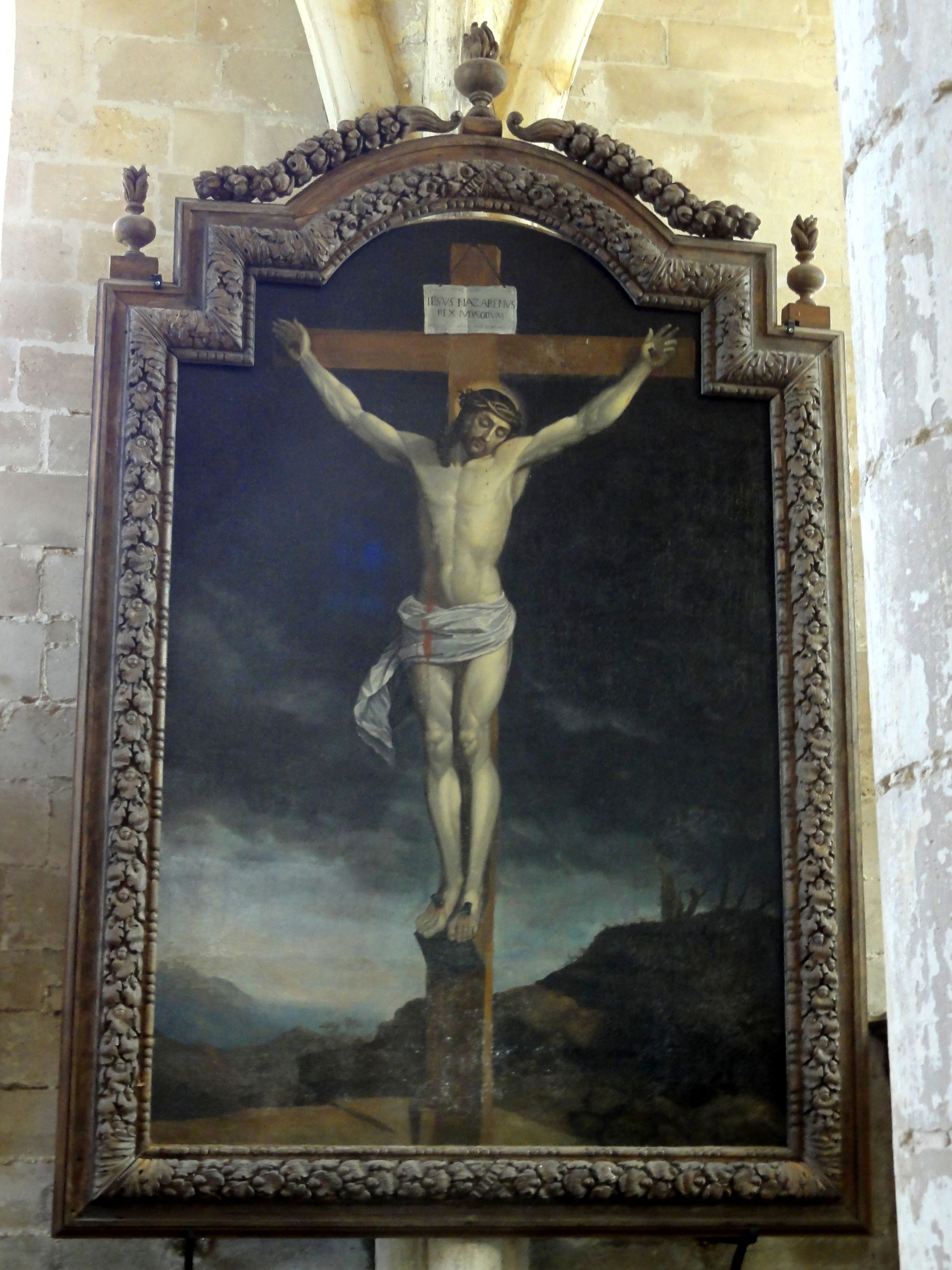
Cadre en bois avec un tableau du Christ en croix.